# HOTEL (テレビドラマ)

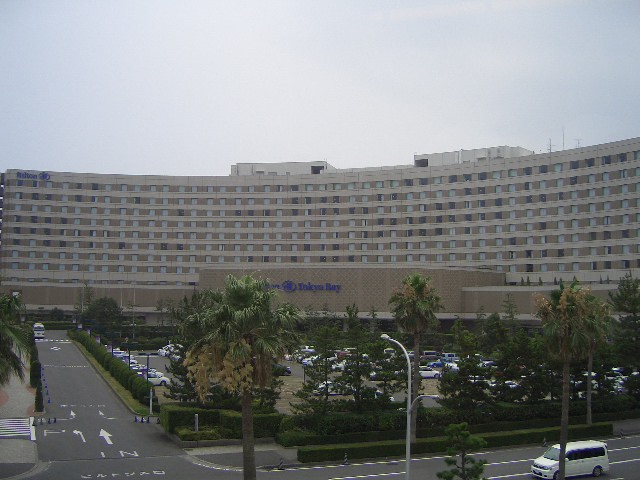
ドラマの撮影が行われたヒルトン東京ベイ（2008年8月）

『HOTEL』（ホテル） は、石ノ森章太郎の同名漫画を原作とし、TBSによって製作された日本の実写映像化作品シリーズ。

## 概要
それまで主にサスペンス系やアクションものを手がけてきた近藤照男プロダクションが制作。漫画原作の実写化は初めてだった。
原作では東堂克生を中心にストーリーが展開するが、ドラマでは東京プラトンに中途採用の新入ホテルマンとして赤川一平が入社するところから始まり、赤川を中心にストーリーが展開する。ドラマでは毎回豪華なゲスト出演者が宿泊者やホテルの関係者として出演し花を添えた。
シリーズは基本1クール放送だが、1994年放送の第3シリーズと1995年放送の第4シリーズは2クールで放送された。

## 東京プラトン
テレビドラマでのホテル「東京プラトン」の設定（第1シリーズ・第1話、一平の発言より）。
- プラトングループのホテルの1つ（世界47か国117店）。
- 旧名称 - ヒルサイドホテル
- 開業 - 1970年
- 客室数 - 742室
- 資本金 - 123億7,000万円
- 従業員数 - 750名（うち客室係90名）
- 備品などの持出年間被害額 - 約3,600万円
- 宿泊代は1人1泊最低でも4万2,000円。

## キャスト
兼役が多く、別役による再出演も多く見られる。似たような名前も多い（例：影山奈津子と片桐奈津子など）。

### 主要人物
赤川 一平（あかがわ いっぺい）
演 - 高嶋政伸
ホテルマン。一浪後、大学のホテル学科を卒業、中途採用で東京プラトンに就職した設定となっており、ベルボーイに配属される（第1シリーズ・第1話）。当初は何かと失敗を起こして大きな騒動になることが多かったが、彼の情熱的かつ熱血的な性格により騒動が解決したケースもある。のちにフロントクラークに転属になり（第2シリーズ）、7年後にフロントサブマネージャーへと昇進するまでになる（スペシャル’94春、第3シリーズ）。ハワイの系列ホテルが経営不振となりプラトングループが買収し建て直しに立花とともに東堂に同行しカハラ・マンダリンプラトンのフロントサブマネージャーとなる（第5シリーズ）。その後、新たにオープンした東京ドームプラトンに大原の命で移籍（スペシャル2000）。この時も役職はサブマネージャーであるため、出世は一旦この役職で止まっている模様。第1シリーズでは水谷と恋仲であったが、91秋で彼女は香港プラトンへ異動となり、再会を誓ったまま別れることとなった。立花は大学の後輩に当たる。入社試験の際の英語のテストはあまり良くなかったらしいが、第1シーズンの途中でネイティブレベルの英語ができるようになるなど能力は高い。実家は母親が女手一つで旅館を経営していたが、古びた旅館経営を嫌い、母親と喧嘩して上京した。旅館の後を継いだ姉だけが自分の夢を応援してくれたため、ホテルマンになっても姉を尊敬している。ドラマではナレーションも担っており赤川から姉への手紙のような語り口となっている。「姉さん、事件です」が名ゼリフ。占いでは北山と共に女性運がなく、男性運に恵まれていると診断された（第2シリーズ・第6話）。周囲からは「一平（君）」と名前で呼ばれることが多いが、並木・立花からは「赤川先輩」、サブマネージャー昇進後に入社した部下からは「赤川マネージャー」、「赤川さん」等と呼ばれている。
大学時代は高槻、1では水谷、2では影山、3では佐藤、4では鹿島、5ではスギヤマが好きだった。姉の知人（演 - 前田吟）からは「影山と並木のどっちが本命？」と聞かれている。優柔不断であり、第2シリーズでは同じ日に並木・影山の2人と時間差でWデートしている。
酒で酔い潰れることが多く、第1シリーズ第2話では森と（北山は床で寝た）、2では影山と並木の3人で自宅のベッドで一緒に就寝している。特に森との件ではそのことで水谷に「不潔」と言われたこともある。佐藤にも片桐の件で「美人には優しい」と冷やかされている。
ホラー・料理を作ること・ゴキブリが苦手。下着は白のブリーフを愛用している（第1シリーズ・第1話）。ホラーマスクで失神して宿泊客に拉致されたことがあり（第1シリーズ・第10話より。同話のゲスト出演者、坂本も参照）、オムレツを作ることに苦戦した（第3シリーズ・第22話より。出演者リストの星野美帆も参照）。
東堂 克生（とうどう かつお）
演 - 松方弘樹
東京プラトン宿泊支配人。高校時代、アルバイトによる収入でアメリカを旅行した際、現金をあまり持ち合わせず、無銭旅行の形となった。旅が終わりに近づいた時、小さな町の年老いた夫婦が経営する小さなホテルに1泊分の金銭しか持たないにもかかわらず1週間宿泊。夜中に逃亡するも、パスポートを入れたバッグを忘れてしまい引き返す。戻ってみると、老夫婦は東堂が戻って来るだろうと思い玄関にバッグを下げていた。次のアメリカ旅行の際、老夫婦のホテルを再訪してホテルマンの仕事の魅力に気付き、老夫婦の善意がなければ現在の自分はなかったと痛感する（第3シリーズ・第5話）。そうした心打ちで東堂はホテルマンを目指そうとコーネル大学に入学（スペシャル'90秋）。卒業後、ニューヨーク・プラトンに所属したのち、東京プラトンの宿泊支配人となり、後に総支配人となる。宿泊部門、料飲部門、企画販売部門を統括する立場にあり、グループホテル内だけでなく業界内で優秀なホテルマンとして名声を得ている。「お客様はいつも正しい」をホテルマンとしてのモットーとしており、特にスペシャル'94春以降は事あるごとにこの言葉が使われる。新人の頃にはシドニーのペッパーズプラトンホテルで研修を受けていたこともある（第2シリーズ・第2話）。ハワイの系列ホテルが経営不振となりプラトングループが買収し建て直しに赤川や立花とともに派遣されカハラ・マンダリンプラトンの総支配人となる（第5シリーズ）。部下からは「東堂マネージャー」と呼ばれている。ドラマ版ではメガネをかけているが、原作ではメガネをかけていない。2000年以降は未登場で、具体的な処遇については不明。喫煙者であり、普段は物静かな性格であるが、ヤクザには毅然と対応し、客室のテレビを盗み出した不良外国人には車から下ろして殴りつける一面もある（第3シリーズ・第4話）。オーディオが趣味で、株主が宿泊した際には、自身のオーディオセットを貸し出している（第3シリーズ・第23話）。
立花 明（たちばな あきら）
演 - 赤坂晃
ベルボーイ。94春で初登場し、第3シリーズからレギュラー出演。大学の先輩である赤川が勤める東京プラトンに就職しベルボーイに配属される。北山が直属の上司にあたる。フロントクラークを希望していたので友人（演 - 浜田万葉ほか）とプラトンで同窓会を開催することが決まった時は友人にいい格好をしようと徳大寺から制服を借りるよう頼むと条件付きで許可を得たが、赤川に「ベルの何が不満だ」と止められ、「ありのままのお前を見せればいい」と言われる。寝坊をしたときなどはオートバイで通勤をしている。先輩の赤川以上に猪突猛進型で、入社試験の日には問題を起こした客を許せずに食って掛かったことで失格となってしまう。翌年受けた試験でリベンジを果たしたが、配属後にもしばしば宿泊客に食って掛かってしまい、赤川に注意される。ただし、自分が連れてきたケチな客（演 - せんだみつお）については懸命なサービスをし、他の従業員が悪口を言う中、擁護する発言もしている。ハワイの系列ホテルが経営不振となりプラトングループが買収し建て直しに東堂、赤川とともに移籍しカハラ・マンダリンプラトンのフロントクラークとなる（第5シリーズ）。その後、新オープンした東京ドームプラトンに大原の命で赤川と共に移籍しコンシェルジェに昇進し、実質的な主人公となる（スペシャル2000以降）。後者では赤川から「立場が上になることに伴う責任を自覚しろ」と言われる。第4シリーズでは仕事でミスをして落ち込んだ徳大寺を励ますため、客を装って匿名でサンキューレターをホテルに送るなど、仲間思いな面もある。周囲からは「明」と名前で呼ばれている。
客を疑い食ってかかることが多く、年齢差のある夫婦仲が悪い女性（演 - 大沢逸美）をホテトル嬢呼ばわりしたこともあり、その客は備品を持って帰ったが、翌日に夫と共に返却に来た際は、「僕からのお詫びの印なんでどうぞ持って帰って下さい」と言っている（第3シリーズ・第4話）。
赤川や北山らに頼み事をされるときは「明ちゃん」と呼ばれることが多い。第3シリーズには「（同シリーズで共演した）津村が好き」という設定があった。

### 東京プラトン
持田 健一（もちだ けんいち）
演 - 小林稔侍
フロント・オフィスマネージャー。フロント課など宿泊部門の責任者で、赤川たちの直属の上司にあたる。フロントのほか（第1シリーズ・第4話）、営業を担当していたこともあり（90秋）、その後、フロントオフィスマネージャーとして東堂や佐伯とともに宿泊部門の管理の中枢を担っている。2児の父親だが、妻は既に他界している。第1シリーズでイギリスに本社を置くホテルグループからヘッドハントの話を持ちかけられるが、赤川たち従業員から嘆願書が出されたことなどもあって最終的には思い留まる（第1シリーズ・第3話 - 第4話）。第3シリーズ第22話では長期休暇を取って子供とグアム旅行を楽しんだ。なお、この時持田の子供役を演じた（演 - 小林健、小林千春）は小林の実子でもある。その後、第4シリーズ冒頭でシンガポールプラトンの宿泊支配人として異動するも、2000年のスペシャルで帰国して東京ドームプラトンの総支配人になる。
佐伯 真理（さえき まり）
演 - 紺野美沙子
社長秘書。バンケットで開かれる企画や企業の大口契約なども担当し、英語、フランス語でも会話が出来るトライリンガルでもある。元々は香港プラトン勤務で、ベルガール、バンケット、フロントクラーク、ルームクリーニングなどあらゆる職務を経験し、最終的にはVIPを主に応対する役職にまで昇進（91年春での回想）。その後、ニューヨーク・プラトンではマネージャー秘書を務めており東堂の部下であった。東堂が東京プラトンに異動となった4年後、大原に見込まれて東京プラトンに転属となり社長秘書となる（第1シリーズ・第1話）。92春では影山とともにフランスのホテル・クリオンに派遣されている。その後、第4シリーズ冒頭で再び香港プラトンへ異動。社長から「佐伯君」と呼ばれているが、それ以外は後輩も含めて「真理さん」と名前で呼ばれている。
小島 ティナ（こじま ティナ）
演 - 川村ティナ
フロントクラーク。赤川と同期。もともと海外に住んでいたため英語は堪能。しかし、怒ると日本語と英語が混じってしまうこともある。 なお、第1シリーズには（同シリーズで共演した）水谷に英語で話し掛けるシーンが数回ある。
お菓子が好きで、第3シリーズ・第10話で神崎が持っていたキャンディを食べた後、フロントで眠くなってしまうことがあった。周囲からは「ティナ」と名前で呼ばれている。村岡の予約を忘れてをり、持田の機転でスイートにシングル料金で宿泊させる。
水谷 杏子（みずたに きょうこ）
演 - 菊池桃子
フロントクラーク。第1シリーズ。東京プラトンで料理人をしていた父から話を聞いて憧れを抱くようになり、学生時代はブランケットでアルバイトをしていた。その後、採用試験を受けるものの不合格となってしまう。翌年（つまり赤川が新人ホテルマンとして入社した日）、試験に落ちたことへの憂さ晴らしとして田中律子名義でプラトンのスイートルームで宿泊し、ドアノブのプレートを使ってイタズラを仕掛ける。その後イタズラを誤魔化すために仮病を使うが、佐伯が宿泊している部屋で手当てを受ける。それに転じて起きた騒動後、事情を聞いた東堂に特例で入社試験の機会を与えられて見事に合格（第1シリーズ・第1話）。中途採用の赤川たちと同期となる。赤川の友人・宮沢（演 - 嶋大輔）の商談を行うための打開策を相談すべく自ら社長室に駆け込んだこともある（第1シリーズ・第9話）ほか、ブライダルフェアの模擬結婚式では花嫁役を演じたこともある。赤川とは恋人寸前の仲にまでなったが、その矢先に香港プラトンへ異動したため実現しなかった（91秋）。赤川の部屋のベッドで一緒に就寝した森を敵視し、赤川を『不潔』呼ばわりした。第1シリーズ・第10話で推理小説家ジョン・ベーカーの妻、アガサが襲われたときは「一平君にもしものことがあったら」と話し、赤川が拉致されたときは「（一平君を）探してきていいですか？」と話すなど、赤川のことを他の誰よりも心配し、同話でアガサがチェックアウトしてタクシーに乗る前に英語で「好きな人がいなくなったから」とアガサに話した。アガサがタクシーで帰った後、赤川に聞かれた時は「英語の『ラブ』には深い意味はないから」と話している。
ミステリー小説が好きで、第1シリーズ・第10話で赤川に『ホテル殺人事件』（著・ジョン・ベーカー）の話をし、アガサが宿泊したときは赤川に「ジョン・ベーカーの奥さんよ」と話している。
影山 涼子（かげやま りょうこ）
演 - 伊藤かずえ
男女雇用機会均等法改訂による初のべルガール。第2シリーズでは父の十三回忌だった。実家は京都の老舗料亭・桂屋（第2シリーズ・第3話）。幼少時に父を亡くしたが、その父は東堂と旧知の仲であった。母親・奈津子（演 - 江波杏子）の相談を受けた東堂の意向で、オーストラリア・シドニーにある「ペッパーズプラトンホテル」で1年間の研修を受け、その後、東京プラトンへ異動（第2シリーズ・第2話及び第3話）。第2シリーズでは第1話から登場するが、第3話で東京プラトン勤務となるまでのペッパーズプラトンホテルでの物語はサイドストーリーという形で展開する。元々セミロングだったが、第7話の途中で美容院へ行って髪を切り、ショートカットになった。92春ではフランスに、92秋ではハワイに研修で派遣されている。オートバイで通勤している。酒癖がかなり悪い。
山崎は女性ベルに不安を感じていたが、東堂は「重い荷物はカートを使えばいい」とゴーを出したほか、佐伯は幹部候補生として色々な部署を経験させるつもりだった。
酔い潰れた赤川を並木と共に自宅まで送り届けて並木と2人で赤川家に泊まっている。翌朝、北山から電話がかかって来て咄嗟に「赤川の姉」と誤魔化している。赤川のことは「分かりやすい人」と言っている。
カラオケ大会ではED曲の「FRIENDS」を披露している。
並木 裕美（なみき ひろみ）
演 - 川越美和
フロントクラーク。第2シリーズ。赤川の後輩にあたる。鹿児島県生まれで、キレたときには決まって鹿児島弁が出る。薩摩おごじょらしく優しい面を持つとともに酒豪であり、仲間との懇親会ではビールを何本も空けてしまうほどである。兄弟姉妹の中で年の離れた末娘であり、誕生の際、難産であったことから、母親に感謝の念を抱いている。初出勤日、朝礼の新任ミーティングにてホテル従業員に必要なものについての訓示があった際、「スマイル」と先に発言する等積極的な一面を持つ反面、やや強情で意地っ張りな一面もあり、それが災いして宿泊客や同僚とのトラブルを起こすことも少なくなかった。自転車通勤をしている。
赤川のことが好きで、ブライダルショーでの相手は赤川をと考えていた。また、赤川が「洗濯物が溜まってる」と言うと並木は「手伝ってあげます」と言っている。影山は恋のライバルであるが、酒癖がかなり悪いことは共通していた。赤川のことを「優柔不断」と言っている。
佐藤 圭子（さとう けいこ）
演 - 有森也実
フロントクラーク。94春で初登場、第3シリーズと95に出演。兵庫県神戸市出身。甲南女子大学卒業後、高校教師の両親から反対されるも祖父の支援でホテルマンになる。小説家・葉山亜里沙のファンであり、本人にサインを求めたりプラトン中を歩き回るなど前半では不審な行動を取る人物として描かれるが、赤川や立花のひたむきさに打たれ徐々に問題解決に協力するようになる。94春のラストで、実は京都プラトンのベテランクラークであり、東京プラトンに転勤する前の下見を兼ねた滞在だったことが明かされる。また従業員主催のイベントで司会を務めたことがある。客に親身になりすぎる傾向があり、死去した祖父に似ているという理由で借金している福田に300万円を工面して渡したり（第3シリーズ・第18話）、客室で天ぷらを揚げることを拒否した中島に代わって、中島に指導を受けた後に客室で天ぷらを揚げたこともある（第3シリーズ・第23話）。1995年の新春スペシャルでは、影山と同じ研修を経て第4シリーズで持田・津村と共にシンガポールプラトンへ異動。東京インターナショナルホテルにふらっと行った時には石黒に援交女の濡れ衣を着せられ、ヘッドハントを持ちかけた上で脅迫されたこともある（第3シリーズ・第6話）。
父母の影響で陶器に詳しい。従業員一堂を「詮索好き」と評している。
津村 まどか（つむら まどか）
演 - 細川直美
ベルガール。第3シリーズ。北海道出身。サブマネージャーへと昇進した赤川の初めての部下。第4シリーズで持田・佐藤と共にシンガポールプラトンへ異動。片桐とは入社試験の同期。なお、バーで飲んでる間に強盗（主犯格であるバーの店長が緒方（演 - 大沢健）に命令した）に入られてしまい日記と現金（5万円）を盗まれてしまうが、緒方が彼女の写真を見て一目惚れしてしまう（第3シリーズ・第11話）。徳大寺は「外人受けするかわいさ」と言っている。
漫画好きである。
鹿島 紀子（かしま のりこ）
演 - 中村あずさ
フロントクラーク。第4シリーズ。客室乗務員からの転職者で赤川とは飛行機の中で知り合う。父の死に目が見れなかったことと、滝口の旅館を訪れた時に後押ししてくれたことで転職した。ハワイ・マウイ島にあるホテルとの提携を提案するなど、 中々のキャリアウーマンでもある。冷めた徳大寺をもってしてもすらっとしてチャーミングと言われている。ゲストヒストリーの書き換え中にコーヒーをこぼして消してしまうという失敗もある。
片桐 奈津子（かたぎり なつこ）
演 - 佐藤友紀
ベルガール。第4シリーズ。岡山県倉敷市出身。ベルガールへの強い憧れから第3シリーズ（第8話）で「偽ベルガール」になりすまして騒動を引き起こすが、翌年の入社試験に合格して夢を実現させた。周囲からは「なっちゃん」とあだ名で呼ばれている。高卒で津村とは入社試験の同期。背格好も津村に似ているので中島に間違われた。
徳大寺と佐藤に「あれは何なんですか？」と言われた際、赤川は「インターンシップの職業体験」と誤魔化している。隣室の子供に懐かれていた。
北山 修二（きたやま しゅうじ）
演 - 小野寺丈
ベルボーイ。スペシャル1996まで。赤川の先輩。高卒でプラトンに就職したため、ほぼ同年齢の赤川や影山よりもベルボーイを長く務めておりフロントやベルでは兄貴的存在。第3シリーズでベルキャプテンとなる。赤川がフロントクラークに配置換えとなった際（第2シリーズ冒頭）や、フロントサブマネージャーに昇進した際（第3シリーズ冒頭）には両者の関係が一時険悪となったこともあったが、基本的には仲が良い。91秋では、赤川が週刊誌の懸賞クイズで当てたロサンゼルス旅行に赤川と同行している。10年間ベル一筋で、無遅刻・無欠勤で表彰を受けたことがある。ヘアヌード写真集を5,000円で買って休憩室で読んでいた時、中島が「見せろ」と言ったことに対し、（それを）「赤川が買った」と言ったことがあった。
宿泊客の村岡（演 - 哀川翔）は「カタヤマさん」と呼んでをり、彼の活躍を見て木賃宿を継ぐことにする（第2シリーズ・第10話）。
水野 淳（みずの じゅん）
演 - 沖田浩之
フロントチーフ。第1シリーズ。赤川がベルボーイに配属された当時のフロントキャプテン。大学在学中に1年間留学した経験を持つが、ある時外国人客に対する英語での対応ミスにより営業への配置換えを希望したこともあった。1990年秋のスペシャルではライバル企業のホテルメリッツにヘッドハントされるほど優秀である。のちに名古屋プラトンへ異動し、フロントサブマネージャーへ昇進（91秋）。その後、第2シリーズ最終回でゲストとして再登場。この時にはブライダルマネージャーに昇進しており、名古屋プラトンで自らが中心になって開かれるブライダルフェア開催のため赤川に協力を仰いだ。
演じた沖田はハワイ編でカハラの料理長「イワシタコウゾウ」として出演。
徳大寺 譲（とくだいじ みのる）
演 - 石橋保
フロントチーフ。94春で初登場し、第3シリーズと第4シリーズでレギュラー出演。中堅社員で、赤川がフロントサブマネージャーへ昇進した時に大阪プラトンから転勤で着任した。完璧主義者なのでミスは滅多にしないが、第4シリーズで客宛の手紙が他の所に紛れていることに気付かず、確認を怠ったで、叱責を受けたこともある。「ビジネスとして面白そうだから」という理由でプラトンに就職するが、それが災いしてか初期の頃はやや冷め気味でとんがっているところがあり、東堂の「お客様はいつも正しい」というモットーや、それに則っていた赤川らのことを「ただペコペコ頭を下げているだけ」「君子危うきに近寄らず」と少々馬鹿にするような目で見ていたため、あまり周囲との反りが合わなかった。ある時そのせいで団体客とトラブルになってしまい、そのことを赤川に咎められて反発し口論にまで発展するが、最終的にそのスタンスを反省、客側も自分のミスを詫びている。周囲からは当初「徳大寺さん」と呼ばれていたが、第3シリーズ途中からは主に「徳さん」と呼ばれている。当初は冷めた性格だったが、佐藤を脅していた石黒から東京インターナショナルホテルにヘッドハンティングされ、「僕も男だ。卑怯な手まで使われては行きたくない」と断った一件以後は丸くなる。立花に「制服貸してくれ」言われた時は、「休憩時間中だけ。辞めるなんて言うなよ」と言って貸す。片桐には「理想と現実」を諭す。喫煙者。親が海外出張中に子供だけで宿泊した時は、「子供が怒るのも無理はない」と擁護している。
池田 茂男（いけだ しげお）
演 -
ベルキャプテン。
磯辺 達夫（いそべ たつお）
演 - 宮地佳具
ドアマン。赤川の同期。
アリス・ラム
演 - イサベル・イーブス
ドアガール。第4シリーズで磯部の後任となる。
俊江（としえ）
演 - 松岡知重
ルームメイド。第1シリーズ。赤川、磯辺、川村とは同期入社。同シリーズ第10話でゾンビマスクに驚いて失神した。
めぐみ
演 - 大綱めぐみ
ルームメイド。第2シリーズ。90秋で初登場。
神崎 亜紀（かんざき あき）
演 - 沢南海子（94春 - 95）山本万里子（第4シリーズ - 96）
ルームメイド。第3シリーズ。94春で初登場。
河合 辰夫（かわい たつお）
演 - 佐野圭亮
ウェイター。レストランで働いている。通称「情報屋」。91春で初登場し、第2シリーズからレギュラー出演。第2シリーズまでのクレジットでは「バスボーイ」で名前も単に「辰夫」となっている。料飲部門所属。
中島 五郎（なかじま ごろう）
演 - 名古屋章
東京・日本橋にある老舗天ぷら屋の店主。91春で初登場。元々東京プラトンの常連客であり、プラトン内の日本料理店で飛び入りで天ぷらを揚げたこともある（91春）ほか、第3シリーズでは佐藤に天ぷらの調理指導もしている（同シリーズ第23話）。妻に先立たれているが娘の淳子は第2シリーズでハウスドクターとして東京プラトンに赴任。同シリーズ第8話で静江と再婚した。92秋でハワイに支店を出店する際には土地の使用権利をめぐってトラブルとなってしまったが、山崎たちの努力で解決。その後、天ぷら屋の経営を息子に任せ、第3シリーズで東京プラトンの総料理長に就任。山崎とは幼馴染で高校まで同じで合気道部の先輩にあたる（91春）ほか、93秋に登場した小島勇（演 - 角野卓造）とも友人関係にある。赤川を「よう、青年」と呼ぶ。ちなみに、第3シリーズ・第12話は東京プラトンの密着企画（テレビ番組）を収録する様子をメインに描いたものであったが、（緊張による）足の震えを理由にトイレの個室にこもってテレビ番組への出演を断ろうとしたことがあった。しかし、赤川が説得した後は収録に参加している。
星野 美帆（ほしの みほ）
演 - 水野真紀
フードコーディネーター。第3シリーズ。同シリーズ第22話で宿泊客（姉弟）の弟からオムレツを作って欲しいことを頼まれた赤川がそれを何度も作るときに味見をし、「塩入れた？」と指摘している。
市川 町子（いちかわ まちこ）
演 - 高樹澪
宿泊支配人室秘書。第1シリーズ・第2シリーズ（第1シリーズではもっぱらメガネをかけていた）。キャリアウーマンで、持田と赤川たちの教育係を務めており、身だしなみなどに厳しく、朝礼で髭を剃っていた東堂にも注意している。しかし、第1シリーズで持田へのヘッドハントの話が明らかになった際にはショックを受けて号泣するなど取り乱すこともあった。生け花や茶の湯が得意であり、第2シリーズの冒頭でシドニーの「ペッパーズプラトンホテル」から日本文化の講習を行いたいと東京プラトンへ要請があった際には山崎とともに派遣された。
森 ユキ（もり ユキ）
演 - 岡安由美子
宿泊支配人室秘書。第1シリーズ・第2シリーズ。第1シリーズで酔い潰れた赤川を北山と共に自宅まで送り届けてそのまま赤川の部屋に泊まり同じベッドで就寝するものの、水野が外国人の宿泊客に対して起こしたトラブルを慰めて以来水野と恋仲となる。91秋で水野が名古屋プラトンへ転勤となるが、その際、佐伯は東堂に対して森が指にエンゲージリングを付けていたことを話し、水野と婚約したことを示唆する形でストーリーが終了した。第1シリーズ・第10話で赤川を拉致する坂本（ら大学生）のグループに遭遇するが、赤川の拉致には気付かなかった。その後、持田がその宿泊客を注意するときに水谷が赤川の制服を持ってきたことで赤川が拉致されたことに気付き、坂本に叱っている。
高木 啓介（たかぎ けいすけ）
演 - マイケル富岡
フロント・オフィスマネージャー。第4シリーズで持田の後任としてロサンゼルスのホテルリッツカルトンのサブマネージャーから栄転で東京プラトンに着任し「隗より始めよ」という言葉を贈る。堅苦しいことや肩書きは気にしない方で、赤川は「頼れる兄貴」と評している。元々アメリカでコーネル大学でホテル学を専攻しロンドンヒルトンでベッドメイク勤務経験があり東京プラトンの客室整備担当者をしのぐスキルを持つ。体調不良で無理して出勤しても却って迷惑をかけるので休暇を取るように指導している。ゲストヒストリーのシステムがフロッピーディスク使用を見てデータベース化を提案したが、入力中に鹿島がコーヒーをこぼして消えてしまう。その他、ダンスをする若者にも理解があり、客室で騒げないので公園で練習していた宿泊客（演 - 島田歌穂）を見かねて空いている宴会場を練習場として提供したり、壊されたカセットテープの修復をしている。
山崎 良和（やまざき よしかず）
演 - 小野寺昭
バンケットマネージャー。料飲部門の責任者で、イベントやレストランの運営などを担当。90秋で初登場し第2シリーズからレギュラーキャスト。大学進学を考えていたが高校在学中に父親が亡くなり、家計を助けるために高卒でプラトンに就職した（90秋）。新人の頃にはシドニーの「ペッパーズプラトンホテル」に所属し、のち東京プラトンのフロントを務めていた（90秋）。第2シリーズ冒頭で新人時代に所属した「ペッパーズプラトンホテル」で日本文化の講習が開催されることとなり市川とともに派遣され、その後、市川と影山とともに帰国する（第2シリーズ・第1話 - 第3話）。部下からは「山崎マネージャー」と呼ばれ、中島とは幼馴染で「山ちゃん」と呼ばれている。無茶な要求を飲むこともあり、前料理長からクレームが付きそうになったが、外国人客が直接礼を言ってきたため不問になる。
神保 いずみ（じんぼ いずみ）
演 - 藤真利子
東京プラトン専属の医師として医務室に勤務する。父は船医（第1シリーズ・第3話）。ブライダルフェアでは東堂の計らいで講演の代理を務めた（第1シリーズ・第8話）。長崎県にある大学から招請され、東京プラトンを退職した。その後、スペシャル'93秋では彼女がハウステンボス内のホテルに派遣されている時に東京の寿司屋の主人・小島勇（演 - 角野卓造）から相談を持ちかけられることからストーリーが展開する。94春でも小説家の葉山亜里沙の友人として、第3シリーズでも第18話と第19話にそれぞれゲストとして登場。その後、第4シリーズで東京プラトンに復帰。なお、神保は東京プラトンの契約医師として東堂や佐伯とともに原作にも登場する。
中島 淳子（なかじま じゅんこ）
演 - 若村麻由美
ホテルドクター。91春で中島五郎の娘として初登場し、階段から転落して負傷してしまった赤川の応急処置にあたった。その後、91秋で神保に代わってドクターとして赴任することになり、第2シリーズからレギュラー。幼くして母を亡くしており、父の反対を押し切って医師になることを決意し医学部に進学した（第2シリーズ・第3話の回想シーンより）。93春では研修のため、赤川とともにシドニーに派遣される。
大原 鉄太郎（おおはら てつたろう）
演 - 丹波哲郎
社長（通称：ボス）。プラトンの経営・管理全般にわたる最高責任者であり、時として東堂の方針に対して懐疑的な見方を示すこともあるが、東堂や佐伯には全幅の信頼を置いている。喫煙者であり、劇中では葉巻を吸っている。テレビ番組は好きではないが、佐伯が宣伝効果の事を話して密着ドキュメント番組の取材を受けることを承諾している（第3シリーズ・第12話。大原のセリフを基に再構成）。
神谷 兼義（かみや かねよし）
演 - 北村和夫
会長。プラトングループの総帥。第4シリーズ第11話 - 第12話に登場。

### 東京ドームプラトン
大原 朋子（おおはら ともこ）
演 - 吹石一恵
ベルガール。2000年で初登場。新築オープンした東京ドームプラトンに入社。大原の孫娘。
坂下（さかした）
演 - 北村総一朗
フロントオフィスマネージャー。2000年で初登場。

### カハラ・マンダリンプラトン
ビル・スギタ
演 - 京本政樹
副支配人・元オーナーの娘婿。日本人客に偏見を持っているほか、プラトン本部とは経営方針が違うため東堂や赤川らを嫌っているが、姑息な手段は使わない。120名のリストラ計画と経営スリム化を模索していたが、東堂から経営トップが無駄使いをやめれば再建可能だと一蹴された。
ジョン・ミヤザワ
演 - 柳沢慎吾
ベルキャプテン。6児の父親でかかあ天下。途中で7児目が誕生。
イワシタ・コウゾウ
演 - 沖田浩之（日本編とは別役）
料理長でハワイ随一の和食板前。5年前に雑誌記事で酷評されたことで経営していた割烹隅田川が倒産したため、和食は作らないという条件で雇われたが、プロゴルファーの再起にかけ5年ぶりに和食を作ることを決断した。ある日、この雑誌記者がカハラに来てエミィと洋風懐石を食すが、アンコウの肝とフォアグラの区別が付かない記者に批評を辞めろと言う。和食を作らないという条件を破ったことでビルからは解雇を言い渡されるも、東堂や赤川の厚意により解雇は撤回され、ホテルが計画していた和食メニュー導入に協力することになった。
メアリー・J・イトウ
演 - 水野美紀
フロントクラーク。体調不良の外国人客に自作のお粥を提供した。
キョウコ・フジヤマ
演 - 木村優希
フロントクラーク。
山中和人
演 - 秋山純
ミヤザワ宅に居候している。プール担当でのちにベルボーイになる。片桐のファン。
テディ・ニシダ
演 - 前田淳
ベルボーイでビル・スギタの腰巾着。客の紛失した財布をメアリーの机に入れるなどの姑息な手段も使うが、これについてはビルから「恥を知れ」と叱責を受ける。
前田自身は日本編でバーテンのホテル荒らし・強盗犯で出演している。
エミイ・スギタ
演 - 藤田朋子
ビル・スギタの妻でホテルオーナー。スイートルームを貸切にし調度品も勝手に持ち込むが、経営再建にあたり、東堂からオーナーが経費節減をしなければ従業員に示しがつかないと言われ、東堂にビルを鍛え直してほしいと依頼、以後ホテルには来なくなる。
雨宮
演 - 伊集院光
日本からの添乗員。
アン・スギヤマ
演 - 石井苗子
赤川の行きつけのラーメン屋店主。イワシタを知っていた。

### その他
姉
演 - 沢口靖子
赤川の姉。ドラマでの赤川のナレーションは姉への手紙のやり取りのような語り口となっており、各回のナレーション冒頭では最初に「姉さん」と呼びかける。母とともに実家の旅館を切り盛りしている。様式こそ違えど同業者にあたることから、赤川にとっては良き理解者であり良き相談相手でもある。沢口は顔出しでの登場はしなかったものの、第1シリーズ最終話の電話シーンで声の出演をしたことがある。
小島勇
演 - 角野卓造
中島の友人で寿司屋の店主。93秋より登場。第4シリーズ最終回ではアメリカで金を欺し取られ元を取ろうとカジノで稼ぐも儲からなかった挙げ句、欺された本人にナイフで刺され入院する。96新春では息子のことを思いすぎるあまり過保護になりすぎたため、それに反発した妻に離婚を告げられるも復縁する。
渡る世間は鬼ばかりにも同名で出演しており、同一人物ではあるが幸楽ではなく寿司屋で晩婚と設定が異なる。
小島知美
演 - 岡本舞
小島勇の妻。96新春では息子に対して過保護になりすぎた夫に反発し離婚を言い渡したが、後に復縁する。

## スタッフ
- 原作 - 石ノ森章太郎（『HOTEL』）
- 音楽 - 義野裕明
- 挿入曲 - Carly Simon「en:Let the River Run」
- プロデューサー - 近藤照男、田代秀樹、上山勝彦、加藤直三、河瀬光、斉藤勢津子

以下TBS樋口祐三、内野建、高田卓哉
- 撮影 - 松村文雄、下村和夫、ほか
- 助監督 - 松井昇、田﨑竜太、岩原直樹、蓑輪雅夫、金佑彦、ほか

制作協力 - 東映
- 製作 - 近藤照男プロダクション、TBS

## シーズン1
- 1990年1月11日 - 3月22日放送。全11話。
- このシリーズのみサブタイトルが劇中でクレジットされていない[注 23]。以下のサブタイトルは放送当時の新聞テレビ欄やDVDジャケットに記載されている。

### ゲスト
第1話
- 新聞記者 - 出光元

第2話
- 裕子 - 一色彩子

- 根上淳

第4話
- 高見 - 大出俊

東堂の元同僚。
第5話
- 吉成 - ハナ肇

水産会社社長。
第6話
- 小谷文子 - 三ツ矢歌子
- 吉野 - 滝田裕介

第7話
- 本山弘康 - 石立鉄男

ホテル評論家。
第8話
- 中川直美 - 根本りつ子

水野の友人。
第9話
- 宮沢 - 嶋大輔

三洋トレーディング社員で、赤川の友人。
第10話
- 坂本 - 内藤典彦

女子大生を連れてプラトンのスイートルームに宿泊する。ティナたちは「夫婦」と勘違いしたが、北山は「大学生だ」と話した。その後、友人を6人呼んで自室でパーティーを開き、ゾンビマスクを見て失神した赤川に酒を飲ませた後、友人と一緒に赤川を車（フォード・サンダーバード）のトランクに監禁する。持田に問い詰められ、森に叱られたときは「学生時代最後のパーティーを楽しみたかった」と話し、赤川を拉致したことを認めた。
- アガサ・ベーカー - ジェン・トリンフル

小説家、ジョン・ベーカーの妻。自室（スイートルーム）で小説を執筆する。赤川に「買い物へ行きたいから案内して」とお願いした後「外で待ってて」と言ったが、アガサが自室の外へ出た時に部屋にカードキーを部屋に忘れたことを話したが、鍵は掛かっておらず、アガサの自室が荒らされ、アガサがバスルームに倒れていたのを赤川と水谷が目撃した。アガサはその後、ガムテープが入った紙袋をロビーのごみ箱に捨てたが、水谷はこの瞬間を階段から目撃した。東堂が（フロントオフィスで）密室トリックを見破った後、佐伯にガムテープを捨てたことを聞かれたアガサはワープロで作成した小説『A SECRET ROOM IN JAPAN』（ホテル密室事件）の原稿を見せ、「（ホテルマンの）反応を見て小説のヒントにしたかった」と話した。赤川が居なくなったことを聞かれたときは「そういう話もおもしろい」と話したが、水谷に赤川の行方を聞かれたときは「知らない」と話した。プラトンをチェックアウトしてタクシーに乗る前、赤川や水谷たちに「いい小説が書けそう」と話した後、その話の内容も少しだけ話している。
最終話
- 小高 - 沼田爆

大東トラベルの常務。
- 大東トラベル社長 - 野際陽子
- グロベル - ルル・エスメラルダ

サマリア商事の副支配人。

### 主題歌
- 白鳥英美子「LET THE RIVER RUN」

カーリー・サイモンのカバー曲

### エピソードリスト
| 話数 | エピソードタイトル      | 初回放送日    | 脚本         | 監督     | 原作                                                                |
| --- | ----------------------- | ------------- | ------------ | -------- | ------------------------------------------------------------------- |
| 第1話 | スイートルームの客が？  | 1990年1月11日 | 横田与志     | 瀬川昌治 |                                                                     |
| 赤川一平は念願のベルボーイになるが、初日からスイートルームに宿泊した水谷杏子のイタズラが原因で客の情交を覗き見したと誤解して殴られる事件に巻き込まれる。杏子は犯人と名乗り出てプラトンを去ろうとするが、東堂の計らいでフロントに採用される。 |                         |               |              |          |                                                                     |
| 第2話 | ルームキーを拾った女は? | 1990年1月18日 | 横田与志     | 瀬川昌治 | 「プラトン・サービスマニュアル」（第16話） 「スキッパー」（第47話） |
| 赤川は宝石類が入っていた女性客のバッグをロッカーに入れるが、そのバッグが忽然と消える。女性客に責められた赤川はプラトンを辞める覚悟をする。一方老夫婦がカードキーを紛失し、さらにホテル内で何者かが老夫婦のカードキーを利用してショッピングした履歴が残されていた。赤川の同僚たちの必死の捜索で、女性客のバッグ紛失は狂言であることが判明。その事実に赤川は激怒するが東堂の説得で彼女を許す。老夫婦はホテル荒らしの常連だった。 |                         |               |              |          |                                                                     |
| 第3話 | 3つのC                  | 1990年1月25日 | 横田与志     | 小山幹夫 | 「3つのC」（第33話）                                                |
| 赤川は外国客との接客のために英会話の勉強中。フロントの水野は外国客の郵便物を紛失するミスを犯す。郵便物は無事に見つかったものの、東堂から世界外科学会がお忍びでホテルの下見に来ていると聞かされた水野は緊張して英語が聞き取れなくなる。赤川がスカッシュの相手をしていた外国客が倒れ、神保と佐伯が介抱する。翌朝、水野はランニングする外国客と自然に英語で打ち解ける。倒れた外国客は下見役だった。その後、持田は突然辞職を申し出る。 |                         |               |              |          |                                                                     |
| 第4話 | 討ち死に族              | 1990年2月1日  | 横田与志     | 小山幹夫 |                                                                     |
| 他のホテルにヘッドハントされた持田が辞職するとの話はたちまち従業員の間に広まり皆ショックを受ける。赤川は夜遅くチェックインして翌朝会社に出勤する「討ち死に族」のビジネスマン・高見の部屋でワープロの電源コードにつまづき、予算書のデータが消えてしまう。高見はかつてニューヨークプラトンで東堂の同僚だったが、ヘッドハントされたためニューヨークプラトンを去った過去を持っていた。東堂は持田に高見の消えた予算書作りの手伝いを依頼。従業員たちは持田慰留の署名活動を始める。翌朝、従業員たちに懇願された持田はヘッドハントを断りプラトンマンとして生きると決める。 |                         |               |              |          |                                                                     |
| 第5話 | サービス                | 1990年2月8日  | 酒井あきよし | 小山幹夫 | 「キッカー」（第26話）                                              |
| 大阪の水産会社社長・吉成がブリをプラトンのフロントに持ち込んでお造りにしろと要求する。プラトンを常宿とする吉成は自分は上客と豪語し、過剰なサービスを要求。東堂は赤川たちに特別扱いするなと命じる。持田はお造り代を請求するが、吉成は「ホテル協会に訴えてクビにしてやる」と激怒。赤川は持田を守るため残業して吉成のサービスに応じるが高熱で倒れる。従業員たちが吉成に抗議するとそれに興奮した吉成が高血圧で倒れる。ホテル内の医務室で寝込んだ赤川と吉成は、翌朝「サービス」の朝食を食べて打ち解ける。改心した吉成はお造り代を支払いチェックアウトした。 |                         |               |              |          |                                                                     |
| 第6話 | 愛の方程式              | 1990年2月15日 | 横田与志     | 山内柏   |                                                                     |
| 赤川は母親に面影が似ている小谷という女性客に様々なサービスをするが、前回の件もあってその事で持田に叱責される。一方東堂は小谷のことを知っているという。彼女は毎年亡き夫との結婚記念日になると、決まってプラトンに泊まっているのだ。ところが、小谷の知り合いである吉野という男性客がある詐欺師によって結婚詐欺に加担されようとしており、それを赤川が目撃する。 |                         |               |              |          |                                                                     |
| 第7話 | ホテル評論家            | 1990年2月22日 | 酒井あきよし | 山内柏   | 「ランキング」（第21話）                                            |
| 毎年2月になると、ホテルランキング格付けの季節がやってくる。そんなある日プラトンに調査員の本山がやってくる。本山は嫌がらせのようなやり口で従業員を試す。東堂はいつもどおりと呼びかけるが、本山と因縁のある佐伯は複雑な心境。3年前、ニューヨークプラトンのホテルマンだった本山はプラトンの機密文書を持ち出し転職しようとしたが、佐伯の裏切りで失敗し、ホテル評論家に転じていた。本山はレストランでわざと上着を汚し、プラトンにクレームをつける。佐伯は徹夜で染み抜きして翌朝上着を届け、本山とのわだかまりも解ける。2週間後、発表されたランキングでプラトンは5位から3位へと上昇していた。 |                         |               |              |          |                                                                     |
| 第8話 | ブライダル・フェア      | 1990年3月1日  | 横田与志     | 小山幹夫 |                                                                     |
| プラトンでブライダルフェアが行われる事になり、ホテルマンらの事前アンケートの案によって準備は着々と進められた。そしてブライダルフェア前日、中川直美という女性がプラトンに宿泊し、『例えどんな人が来ても取り次がないでほしい』と赤川に忠告する。その後、彼女を追いかけてきた男性がプラトンに現れる。男性は直美の婚約者だったのだが、彼女は男性に会いたがらない。水野も直美の友人であり、彼女の話を聞く事になる。ところがブライダルフェア当日、講演を担当する女性小説家がパリからの飛行機の遅れでプラトンに来られなくなってしまった。そこで東堂は意外な人物を講演の代理に抜擢させる。 |                         |               |              |          |                                                                     |
| 第9話 | パワーランチ            | 1990年3月8日  | 横田与志     | 井上昭   | 「パワーランチ」（第55話） 「サーバント」（第24話）                 |
| 赤川は病欠したドアマンの代理として臨時のドアマンに回されるが、女性客の田島のタクシーから鞄を下ろし忘れるというミスをして落ち込む。プラトンに赤川の幼馴染みで一流商社マンになった宮沢（嶋大輔）がチェックイン。赤川は劣等感を感じる。田島は外国人ジョン・ウォーカーとの商談を控えてカンカンだった。鞄は見つかったが、商談はうまくいかず赤川は責任を感じる。東堂に赤川の治療を頼まれた神保は部屋を借りて、赤川にサーバント（奴隷）であることを考えるよう命じる。宮沢はウォーカーとの商談を杏子に相談。翌日赤川はベルボーイに復帰。杏子は宮沢を佐伯に紹介。佐伯はレストランのパワーランチをアドバイス。宮沢はジムでウォーカーに声をかけレストランに誘う。接待を嫌うウォーカーは宮沢に怒るが、佐伯たちのとりなしで席に付く。ランチを終えた宮沢は赤川にホテルへの礼を述べる。赤川は自信を取り戻し宮沢を送り出す。 |                         |               |              |          |                                                                     |
| 第10話 | アガサ夫人              | 1990年3月15日 | 横田与志     | 井上昭   | 「アガサ夫人」（第20話） 「モンスターズ・クリスマス」(第7話)        |
| プラトンにイギリスから来た亡き推理小説家、ジョン・ベーカーの元妻アガサが宿泊。カードキーを忘れて閉め出されたアガサのために赤川がマスターキーを取りにいった間に、アガサは密室の部屋の中で何者かに殴られ失神していた。犯人を探す赤川も行方不明になる。東堂は密室トリックを暴き、アガサは小説を書くヒントにするため事件を自作自演したと明かす。赤川の行方を探す杏子たちは、アガサの隣の部屋に人数をごまかしてコンパを開くため宿泊した大学生グループを問い詰める。大学生たちと鉢合わせした赤川は口封じのため無理矢理酒を飲まされ車（フォード・サンダーバード）のトランクに監禁されていた。 |                         |               |              |          |                                                                     |
| 最終話 | シー・ユー・アゲイン    | 1990年3月22日 | 横田与志     | 小山幹夫 |                                                                     |
| 早朝、姉の電話で起こされた赤川。出勤すると、毎年プラトンで研修するサマリア商事の予約が突然キャンセルしたことで佐伯たちが動揺していた。赤川と杏子は女性外国人客のセシリア・グロベルが部屋で倒れていると誤解して彼女の部屋に勝手に入る失態を犯す。佐伯たちはサマリア商事の大口予約キャンセルの理由を知るため研修旅行を担当する旅行代理店を訪ねるが、プラトンのサービスが低下したためと言われる。従業員たちは佐伯に自分たちに非はないかと詰め寄る。後日、旅行代理店の社長の口からグロベルがサマリア商事から派遣された下見係と知った赤川はグロベルの部屋に駆け込み、従業員を試したことに抗議し、予約キャンセルを取り消してほしいと懇願し謝罪する。グロベルはプラトンを選ぶと約束。キャンセルは代理店の常務が他のホテルのマージンを得るためプラトンの悪評を広めていたと判明する。                                 |                         |               |              |          |                                                                     |

### 映像ソフト化
- （日本語）『HOTEL DVD-BOX』（DVD）ポニーキャニオン、2006年11月1日、該当時間: 8時間26分。

## スペシャル1990〜1991

### ゲスト
'90秋
あらすじ
ホテル・プラトンにVIPとしてライバルホテルのホテルメリッツのルネ・メリッツが来客する。彼は会見場の準備を要求し、ホテルメリッツの日本進出を一方的に発表。水野はホテルメリッツの女性スカウトにプラトンの顧客名簿の提出を条件としての引き抜きを持ちかけられる。水野は帰宅中に車がエンストして立ち往生していたニュースキャスターの保田恵子（秋野暢子）と遭遇し、予約済みというホテルプラトンへと送迎する。しかし10年前と同じ日の9月20日のスイートを予約したと主張するが、翌日開催される世界文学者会議のVIP客を全てスイートルームへ通してしまっていたため、ダブルブッキング（重複予約）のトラブルが発生。一平は山崎マネージャーの助言から地下倉庫で10年前の予約カードを発見し保田の主張の正当性を証明。
日本文学者会議の宿泊客から部屋を変えてもらう候補をコンピューターから検索すると「サエグサヒロコ」という日本人の教授の名前がヒット。その女性こそ東堂マネージャーの前妻である三枝弘子だった。保田にはサンフランシスコのスタンフォード大学への留学経験があった。そこで現地人で反原発・戦争反対のデモに参加するリチャード（ロニー・サンタナ）と恋愛関係になり結婚を両親に直訴するも、父親は自身の両親を戦争で殺害したベトナム人への憎しみが募り、アジア人への差別意識が強く結婚に大反対され失望。その後現地人の男性に集団レイプに遭ったところをリチャードに助けられた過去があった。保田が日本に帰国する時に、10年後に日本のホテルプラトンにスイートルームを予約しており、そこで結婚しようと約束しており、その約束の日が9月20日だった。
そんな中、ホテルメリッツのスカウト行為がエスカレートし対策を迫られた東堂マネージャーに対し、佐伯秘書がルネ・メリッツへの直談判を申し出る。時を同じくして、保田の部屋のもとにリチャードの両親が訪れ、息子は来ないと告げ保田は号泣。失意の底に落ちチェックアウトを申し出る。その帰り道に週刊誌記者が取材の強要を迫ったため、プラトン従業員が総出で保田を守ったその時、保田は過去の全てを語りだす…
- 保田恵子 - 秋野暢子

報道番組「ニューステレグラフ」の女性ニュースキャスター。プラトンにある目的をもって宿泊する。生涯独身を貫いていたはずの彼女には、決して誰にも言えない過去があった。
- 三枝弘子 - 坂口良子

英文学者。旧名は東堂弘子で、東堂克生の元妻。日本文学者会議の参加者としてホテルプラトンに宿泊。なお、原作では第11話「DO NOT DISTURB」でその経緯が明らかとなるが、名は結婚していた当時の「三枝」として登場している。
- ルネ・メリッツ - パット・オニール

ライバルグループ・ホテルメリッツの御曹司。コーネル大学出身で東堂の同期。
- - 立川三貴
- - 山本清
- リチャード - ロニー・サンタナ

保田恵子の留学先での恋人で反原発・戦争反対のデモに参加する青年。両親に結婚を大反対されていたが、10年後にホテルプラトンのスイートルームで宿泊し結婚しようと約束していた。
- - ダヴィーナ・ブライアン
- - パトリック・アーノルディ
- - レオ・メンゲティ
- - アン・ダーリィー
- - 牧野友弥
- - 青山沙紀
- - 長克己

'91春
- マイク定岡 - 寺泉憲
- 静江 - 中田喜子
- 知美 - 小野みゆき
- - ピエール・ジル
- - アンドロ・ニア
- - 出光元
- - 小野川公三郎
- - 絵馬優子
- - 田中健三
- - 木村修
- - 佐和たかし
- - 稲山玄
- - 牧野友弥
- - 青山沙紀
- - 木村翠
- - 工藤ゆかり

'91秋
- - グレース・メアリー・スチュアート - ロビン・ジャコブソン
- 島 - 川野太郎
- - 結城美栄子
- - ダフネ・バロー
- - フランク・オコーナー
- - ヘアー・ロナルド
- - 山本清
- - シャロン・サージス
- - ジェームス・ナージェント
- - トム・ドーラン
- - デニス・ガン
- - 牧野友弥
- - 青山沙紀
- - 稲山玄

### エピソードリスト
| 話数                                                                     | エピソードタイトル | 初回放送日    | 脚本                  | 監督     |
| ------------------------------------------------------------------------ | ------------------ | ------------- | --------------------- | -------- |
| スペシャル'90秋                                                          | 姉さん事件です!    | 1990年10月4日 | 横田与志              | 小山幹夫 |
| アメリカのホテル「メリッツ」オーナーの息子が宿泊することで騒動が起こる。 |                    |               |                       |          |
| スペシャル'91春                                                          | 姉さんピンチです   | 1991年4月4日  | 横田与志              | 瀬川昌治 |
| フランスの超一流デザイナーが宿泊することで騒動が起こる。                 |                    |               |                       |          |
| スペシャル'91秋                                                          | 姉さん大事件です   | 1991年10月3日 | 横田与志 酒井あきよし | 瀬川昌治 |
|                                                                          |                    |               |                       |          |

### 映像ソフト化
- （日本語）『HOTEL 第1シリーズスペシャル DVD-BOX』（DVD）ポニーキャニオン、2008年11月19日、該当時間: 5時間53分。

## シーズン2
- 1992年1月9日 - 4月2日放送。全13話。
- 赤川がフロント・クラークに転属する。新レギュラーに小野寺、若村、伊藤、川越を迎える。本シリーズよりサブタイトルが劇中にもクレジットされるようになった。

### ゲスト
第1話
- 千田 - 鈴木ヒロミツ

プラトンのバンケットで展示会を開くほどの呉服店の亭主。
- 千田千佐子 -

千田の妻。
- 園田 -

税理士。
第2話
- リエ - 千石順子
- コクラン - デニス・ファルト

第3話
- 片倉 - 沼田爆

第4話
- 今井 - 内田朝雄
- 高木 - せんだみつお

第5話
- 百合 - 岡まゆみ
- 和彦 - 北見誠

第6話
- 滝沢 - 黒田アーサー

第7話
- ハルミ - 安達祐実

第8話
- 静江 - 山本みどり

中島五郎の再婚相手。
第9話
- 矢部 - 清水宏次朗

第10話
- 村岡 - 哀川翔

ヤクザ。傍若無人な振る舞いで赤川らを困らせる。
- 村岡の姉 - 藤田芳子

母と一緒に実家で旅館を営む。旅館の権利書を渡すため、プラトンに居る弟を尋ねる（このシーンには弟（村岡）以外のヤクザも居た）。
第11話
- 春日貞次郎 - 前田吟

第12話
- 有村梨沙 - 一色彩子

最終話
- 久我隆一郎 - 岡田真澄
- 浅丘美奈 - 中村あずさ

パブの従業員。

### 主題歌
- 島田歌穂「ステップ・バイ・ステップ」（第1話 - 第4話）[3]
- 島田歌穂「FRIENDS」（第5話 - 第12話[注 31]）[4]

### エピソードリスト
| 話数 | エピソードタイトル                                                              | 初回放送日    | 脚本                  | 監督     |
| --- | ------------------------------------------------------------------------------- | ------------- | --------------------- | -------- |
| 第1話 | 昇進の順番                                                                      | 1992年1月9日  | 横田与志              | 瀬川昌治 |
| 年末、赤川はベルマンから念願のフロントクラーク昇進の辞令を受け取るが、先輩の北川より先に昇進したことに複雑な心境になる。新年、プラトンに鹿児島出身の並木裕美がフロント研修生になる。裕美は積極的に仕事に取り組むが、妻の不貞を疑いロビーで暴れる酔客を見て警察に通報してしまう。藤堂と佐伯はパトカーがくればホテルの格が下がる、接客はマニュアル通りではいけないと注意。落ち込む裕美を赤川たちは励ます。北川も赤川の昇進を祝福しわだかまりが解ける。翌朝、暴れた夫も妻の誤解が解けチェックアウトする。 |                                                                                 |               |                       |          |
| 第2話 | 気になる関係                                                                    | 1992年1月16日 | 横田与志              | 瀬川昌治 |
| 赤川は偶然コールガールの女性と知り合う。プラトンでは不審な女性を入れないよう注意が出される。赤川は昨夜の女性を見かけ声をかけるも見逃す。外国人客の現金と航空券が盗まれる事件が発生。赤川は彼女をかばい自分が弁償すると覚悟する。仲間たちは赤川を信じカンパする。シドニーの「ペッパーズ・プラトン・ホテル」に研修に行った山崎と町子は東堂の知り合いの涼子を連れて帰国する。 |                                                                                 |               |                       |          |
| 第3話 | ベルガール誕生                                                                  | 1992年1月23日 | 横田与志              | 小山幹夫 |
| 東堂は涼子をプラトン初のベルガールに配置する。シドニーで様々なセクションを担当した涼子は、他人の仕事に口を出し、女性陣から煙たがられる。涼子が入った外国人客の部屋から宝石が紛失する事件が発生。多額の弁償金を要求され、涼子は落ち込む。佐伯たちは涼子に自分の仕事に集中するようアドバイス。赤川たちも励ます。隣の部屋の日本人客が自首し、事件は解決する。 |                                                                                 |               |                       |          |
| 第4話 | Pスマイル                                                                       | 1992年1月30日 | 酒井あきよし          | 小山幹夫 |
| プラトン従業員の笑顔「Pスマイル」。だが老人客の今井はいちいち「失格」と酷評する。赤川たちは今井が調査員かと疑うが、佐伯たち上層部は彼に敬意を払う。ツアーコンダクターの高木が、ツアー客のパスポートの入った封筒をフロントで無くしたと抗議するが赤川たちには覚えがない。山崎はまず誠意ある対応を見せることが重要と説く。それは元航空会社の今井の教えでもあった。ホテル中で封筒探しが行われるが見つからない。翌朝高木は東京タワーのトイレに封筒を置き忘れたことを思い出す。封筒は既にプラトンに渡り、赤川は「フロントに落ちていた」と高木に渡す。高木は涙をこぼし赤川たちに頭を下げホテルを立つ。それを見た今井も満足してホテルを立つ。                                                                       |                                                                                 |               |                       |          |
| 第5話 | カラオケ音楽研究会                                                              | 1992年2月6日  | 横田与志              | 瀬川昌治 |
| 東堂の発案で従業員懇親のための「音楽研究会」が開催されることになる。元コーラス部の裕美ははりきるがカラオケ大会と知り落胆する。さらに女性客の倉沢から「同じことの繰り返し」と嫌味を言われ、赤川にフロントを辞めたいと言い出す。涼子は裕美と口論の末平手打ちしてしまう。夫婦関係に悩む倉沢は部屋で手首を切り、夫が駆けつける。東堂は予定通り音楽研究会を開くことを決め、倉沢夫婦を招待する。夜間のバンケットに従業員が集まりカラオケ大会が始まる。フロント代表は京子が「Friends」を歌い、ステージには赤川に連れられ裕美も参加。翌朝、倉沢夫婦はホテルを立ち、裕美も笑顔を取り戻す。 |                                                                                 |               |                       |          |
| 第6話 | 奇妙な三角関係                                                                  | 1992年2月13日 | 横田与志              | 瀬川昌治 |
| 北山は雑誌の占いコーナーの「三角関係」を読んで涼子が気になりだす。女性誌の関西ホテルランキングで京都プラトンが7位になり、持田と山崎は改めてプラトンの見回りをする。赤川の同級生の滝沢がホテルランキングの調査員としてやってくる。滝沢は赤川と受けたプラトンの入社試験に落ちていた。滝沢はバスルームを故障させたり部屋を変えさせたりと嫌がらせのようなテストを行い、調査員であることを知らない従業員たちは不満を漏らす。赤川は事情を話し土下座して謝る。赤川は滝沢を呼びだし「友達として」殴りあい、仲直りする。後日東京プラトンはランキング2位になる。 |                                                                                 |               |                       |          |
| 第7話 | 不思議な投書                                                                    | 1992年2月20日 | 横田与志              | 瀬川昌治 |
| プラトン大原社長に幼い娘を持つ母親から手紙が届く。プラトンに憧れる10歳の娘・はるみとプラトンに立ち寄ったがホテルマンたちにそっけなくされたという。手紙が貼り出されると、ドアマンの磯辺に思い当たることがあったが打ち明けられない。だが涼子に反省を求められ逆ギレする。涼子も少女の質問に答えなかったことを思い出し、手紙は自分のことと名乗り出て落ち込む。翌日涼子は欠勤。赤川たちは涼子の家を訪ね、カンパで少女一家をプラトンに招待しようという手紙を届ける。翌日涼子は髪を切って出勤。ベルマンの制服も変更される。後日、はるみと両親がプラトンに招待され赤川たちから丁寧な接客を受ける。 |                                                                                 |               |                       |          |
| 第8話 | 65歳で赤ちゃんが…                                                               | 1992年2月27日 | 横田与志              | 小山幹夫 |
| 赤川と裕美は社内報に出す「親について」の原稿に悩む。ホテルドクターの中島淳子の父・中島五郎と再婚相手の静江がチェックイン。五郎は淳子に静江が妊娠したと打ち明けるが淳子は激怒。プラトンに妊婦とその夫が飛び込みで泊まったが、夜中に妊婦の具合が悪くなり淳子が呼ばれる。苛立つ五郎は赤川に食ってかかり倒れる。静江や佐伯に説得された淳子は、妊娠を祝福する。赤川は社内報に旅館を経営しながら幼いときに亡くなった父親のことを書く。 |                                                                                 |               |                       |          |
| 第9話 | 嫌われるお客さま                                                                | 1992年3月5日  | 横田与志              | 小山幹夫 |
| プラトンにUG（招かれざる客）のリストが回り、予約なしの客からデポジット（前金）を取ることになる。赤川は持田から気を引き締めるよう言われて発奮、ミスした裕美を厳しく叱る。不満を抱えた裕美はひったくりから助けてくれた男・矢部と親しくなる。後日、矢部がプラトンにチェックイン。予約なしで宿泊中の外国客のジェームス・アルバートにUG客の疑いがかかるが、アルバートが全て現金精算してチェックアウトしたため皆安堵する。矢部が1,300万円の現金を盗難されたと訴え、部屋に入った裕美が疑われる。矢部はホテルに弁償を要求するが藤堂は矢部の嘘を見破る。矢部は赤川に嘘を自白。赤川は裕美に現金が見つかったと嘘をつく。藤堂たちは矢部を見逃し、赤川と裕美たちとの関係も修復する。                                     |                                                                                 |               |                       |          |
| 第10話 | ヤクザさま宿泊中                                                                | 1992年3月12日 | 横田与志 眞木勲       | 瀬川昌治 |
| ヤクザの村岡が部屋が予約されていないとフロントで暴れる。持田はシングルの料金でスイートルームを用意してその場を納める。傍若無人に振る舞う村岡に赤川たちは怒り心頭。フロントクラークのティナが予約を忘れたことを思い出す。謝罪に行った赤川はビールを飲まされ手打ちにしてもらうが、さらに3人のヤクザが村岡を訪ねてくる。従業員が集められ、佐伯が暴力団対策マニュアルを指導。村岡は母親と姉が切り盛りする実家の旅館を売るよう強要される。裕美と涼子は部屋でお酌をさせられ、駆け付けた持田も屈辱を受ける。村岡の姉が旅館の権利書を持って現れ、止めに入った赤川は殴られる。犯罪行為の地上げに警察を呼ぶことが検討されるが、東堂は一人で話に行きヤクザたちを追い出す。村岡は姉と旅館を継ぐと言ってプラトンを去る。 |                                                                                 |               |                       |          |
| 第11話 | 部屋で炊事する客                                                                | 1992年3月19日 | 横田与志 酒井あきよし | 小山幹夫 |
| 赤川の姉に紹介されたという熊本の漁師・春日貞次郎がやってくる。ホテルの流儀を知らない春日はこたつを要求し、水炊きの材料を買ってきて部屋で調理しろという。赤川と佐伯の頼みで厨房で野菜を切り、サービス料を請求するが春日は激怒。赤川はサービス料を肩代わりすると申し出るが持田に叱られる。翌日、春日はおにぎりと味噌汁を要求。赤川の面子を潰すまいと涼子たち女性陣がおにぎりを作る。それを食べ終わった春日は涙ぐんで感謝し、サービス料を支払いホテルを出る。プラトンのシェフは客の要望にあわせて料理を提供する「シェフの聞き耳」を始める。 |                                                                                 |               |                       |          |
| 第12話 | 一平くんの結婚式                                                                | 1992年3月26日 | 横田与志              | 小山幹夫 |
| 名古屋プラトンのマネージャーになった水野が上京。赤川にブライダルフェアの講演会を依頼する。水野は支配人秘書の森ユキと遠距離恋愛中だが、ブライダルデザイナーの有村と話し込んでばかり。有村は水野にプラトンを辞めて自分のビジネスを手伝ってほしいと口説いていた。赤川は名古屋プラトンに到着するが水野と有村に声をかけようとして会場のセットを壊してしまう。水野は激昂するが、東京から出張扱いで来ていたユキたち東京組が徹夜で修復。翌日の講演会で赤川は緊張して用意したスピーチを忘れたものの、お互いの大切さを訴える内容で講演を終える。有村は身を引き、水野とユキは寄り添う。 |                                                                                 |               |                       |          |
| 最終話 | 姉さん謎です!?777号室の客が… ホテルスペシャル'92春 姉さん謎です!?777号室の客が… | 1992年4月2日  | 横田与志              | 瀬川昌治 |
| 長期宿泊客（岡田真澄）を中心に騒動が起こる。一方、フランスのホテル・ド・クリヨンで開かれるシンポジウムに佐伯と影山を派遣することになる。 |                                                                                 |               |                       |          |

### 映像ソフト化
- （日本語）『HOTEL セカンドシーズン DVD-BOX』（DVD）ポニーキャニオン、2007年11月7日、該当時間: 8時間20分。
- （日本語）『HOTELスペシャル’92春 パリ篇』（DVD）ポニーキャニオン、2007年6月6日、該当時間: 1時間40分。

## スペシャル1992〜1993

### ゲスト
'92秋
- ルイザ - ヒロコ・グレース

研修生のベルガール
- 茜 - 池上季実子
- 橘 - 藤木孝

'93春
- まどか - 田中美奈子

ベルガール。
- 倉田直子 - 前田美波里

ブロードウェイ・ダンサー。
- 川村亮介 - 辰巳琢郎

淳子の医大の同期。
- - トニー・クリスタロ
- - 牧野友美
- - 青山沙紀
- - 沼田爆
- - 熟田一久
- - 堀正彦
- - 斉藤克也
- - ロニー・サンタナ
- - アンソニー・ネツラー
- - ロバート・サンタナ
- - アレックス・モーディン
- - ビアンカ・アレン

'93秋
- 矢吹ゆかり - 川島なお美

小島勇が現在の妻と知り合う前に一夜限りの関係を持った女優の卵。婚約を知った矢吹はプラトンを訪れる。
- - 津久井啓太
- - 谷川みゆき
- - 荘田優志（子役）
- - 牧野友美
- - 山本恭子
- - 伊藤葉子
- -斉藤レイ子
- - 一見直樹
- - トム・ドーラン
- - 木村修
- - 山浦栄
- - 五野上力
- - 須藤為五郎
- - 小林正希

### エピソードリスト
| 話数                                                                         | エピソードタイトル                                 | 初回放送日    | 脚本         | 監督     |
| ---------------------------------------------------------------------------- | -------------------------------------------------- | ------------- | ------------ | -------- |
| スペシャル'92秋                                                              | 姉さん大変です!?極道の奥様ご宿泊中                 | 1992年10月1日 | 横田与志     | 山内柏   |
| 東京プラトンとハワイのホテルで交換研修を行うことで、それぞれで騒動が起こる。 |                                                    |               |              |          |
| スペシャル'93春                                                              | 姉さんミステリーです!?                             | 1993年4月1日  | 横田与志     | 佐藤肇   |
| 海外研修留学のため赤川がANAシドニー・プラトンに勤めることで騒動が起こる。    |                                                    |               |              |          |
| スペシャル'93秋                                                              | 姉さん信じられません 東京-長崎あの新婚旅行の出来事 | 1993年9月30日 | 小山内美江子 | 瀬川昌治 |
| 東京プラトンでのメモリアルパーティーの開催で騒動が起こる。                   |                                                    |               |              |          |

### 映像ソフト化
- （日本語）『HOTELスペシャル’92秋 ハワイ・オアフ島篇』（DVD）ポニーキャニオン、2007年6月6日、該当時間: 1時間40分。
- （日本語）『HOTELスペシャル'93秋 長崎・ハウステンボス篇』（DVD）ポニーキャニオン、2007年5月2日、該当時間: 1時間40分。

## シーズン3
- 1994年4月7日 - 9月22日放送。全25話。
- 新メンバー業員に有森、細川、赤坂、石橋、山本、水野、名古屋を迎える。

### ゲスト
第1話
- 葉山亜里沙 - 池上季実子

女流小説家。女流文学新人賞受賞式の会場としてプラトンを訪れるが、新作を記録したフロッピーディスクを部屋移動時に紛失し騒動となる。
- 高須 - 三浦浩一

河本に婚約破棄された後で葉山が再会した大学研究員で元恋人。小説家を目指す葉山を応援していたが、葉山が出版社に婚約を拒否され事実上の破局になる。その後女流小説新人賞受賞式の開催地であるプラトンに突然現れる。
- 河本 - 寺泉憲

グランドワイレアリゾートのフロントマネージャーで葉山の最初の元恋人。葉山と1年間の遠距離恋愛の末、現地で別の恋人と知り合い婚約、葉山との婚約を破棄した。しかし婚約者に金銭問題が勃発し借金だらけになり、葉山のいるプラトンを訪れる。
第2話
- 富樫明美 - 島崎和歌子

富樫組組長の娘。美容師の誤りで眉毛が剃れお見合いが破談となった後は赤川に付きまとう。
- 黒田健児 - 安岡力也

ヤクザ。赤川が自らの手で自身の眉毛を剃り落としたことで「アンタ漢だ」と言って引き下がる。
- 柳田よしたか
- 日向明子
- 津久井啓太
- 安良岡俊一
- 濱近高徳
- 船見啓子
- 神乃毯絵
- 泉芸
- 外人客 - ダニエル・レットン
- 外人客 - ウィリアム・マックラス

第3話
- 会田努 - 石立鉄男

元警視庁警部。拳銃を所持していたが実際は孫のプレゼントであるモデルガン。飾られていた甲冑が二千万円だと見抜くほどの目利き持つ。過去、ヤクザに情報を売った友人を庇って怪我をし辞職。料理がおいしいと直接厨房に行き星野に礼を言う礼儀感の持ち主。1970年の東京プラトン開業当時亡くなった妻と泊まったことがありそれを忘れたくなくてWの部屋を予約する。
- 会田雄介 - 佐藤祐介

努の息子。一流商社マン。父と警察の高官になった友人を見て、退職してから現在の父を妻や孫に合わせないほどずっと許せないでいる。
- - 山浦栄
- - 谷篤寿
- - 木村修
- - エド・サーディ
- - サラ・ナンハン
- - ブルース・メリット

第4話
- 真由美 - 大沢逸美

結婚記念日でも仕事ばかりしている夫に腹を立てホテルの備品を持って帰るところを立花に抑えられたほか、ホテトル嬢呼ばわりされた。
- 真由美の夫 - 頭師孝雄

サラリーマン。同期に負けないように仕事に集中し過ぎたことで事件を引き起こす。
- ムッシュ・ルフラン - ピエール・ジル

パリから来たという陽気なビジネスマン。福岡から大阪を経てプラトンへ宿泊する。だが、その正体は名前、住所、勤務先など、全てが嘘で塗り固められた日本在住の不良外人。ホテルの客室のテレビを盗めるかで友人とした賭けに勝つため、高価な壺を買ったと偽ってブロック塀を送ってテレビと入れ替え持ち出したところ、東堂に見つかり殴られる。
第5話
- リチャード･スミス - ロナルド・ホルトン

ブリティスツアー社の日本担当コンダクター。
- リサ - シェリー・スウェニー

赤川が通う英会話教室の教師。一生懸命やる赤川のためにカーラを紹介する。
- カーラ - アンナ

ラストニアから来た微兵。母国へ帰る前に1度で良いから一流ホテルに泊まりたいとトッドとケリーと一緒に路上売りをして金を稼ぎニュー・スタイル誌のライターを騙ってリサを欺しプラトンへ宿泊する。
- トッド - ダンバラク

ラストニアから来た微兵。母国へ帰る前に1度で良いから一流ホテルに泊まりたいとカーラとケリーと一緒に路上売りをして金を稼ぎニュー・スタイル誌のカメラマンを騙ってプラトンへ宿泊する。
- ケリー - アッジック・ベネズラ

ラストニアから来た微兵。母国へ帰る前に1度で良いから一流ホテルに泊まりたいとカーラとトッドと一緒に路上売りをして金を稼ぎニュー・スタイル誌のカメラ助手を騙ってプラトンへ宿泊する。
第6話
- 石黒幹夫 - 鈴木ヒロミツ

東京インターナショナルホテル人事支配人。徳大寺をヘッドハンティングし、佐藤を脅していたことで断られる。すり替えられた空のフロッピーディスクを貰って帰り、新しい歴史を作ると意気込む。
第7話
- 西条真由美 - 岡まゆみ

3年間、田所のことを待つも「もう1年待て」と言われる。現在は父親の画廊を手伝っている。
- 市川 - 芦屋小雁

元・ヒルサイドホテルフロントチーフ。
- 二本松 - 梅津栄

元ベルボーイ。プラトンの顔と呼ばれるほどの腕前。
- 三島 - 早崎文司

元レストランマネージャー。ミスター・ネクストタイムと呼ばれたウェイター。
- 田所俊一 -

北誠商事ニューヨーク支社勤務。1993年5月19日に西条と共にプラトンに宿泊し1年間待ってくれと言って1年後の5月19日にツインの部屋を予約しニューヨークへ旅立つ。
第8話
- 片桐春江 - 島かおり

片桐奈津子の母親。
- 小松茂郎 - 小松茂朗

城南大学ホテル科教授。大原鉄太郎の大学の先輩。
- 翔太 - 荘田優志
- 翔太の父親 - 山口嘉三
- 翔太の母親 - 姉崎公美
- 花輪 - 中丸新将
- 花輪の妻 - 日向明子
- 一条冴子 - 本人役

女優。
第9話
- 沢村 - 加納竜
- 恵美（えみ） - 辻沢杏子
- 沢村悦子 - 小宮久美子

第10話
- ユリ - 一色彩子
- 黒木 - 安藤一夫

第11話
- 緒方 - 大沢健

中谷の部下。津村家に強盗に入るものの津村の写真を見て一目惚れしてしまう。
- 中谷 - 前田淳

表向きはバーのマスターだが、実は来店客の自宅に押し入る強盗犯のリーダー。プラトンの客室に鍵を紛失した者を装って入り出て来たところで持田に捕まる。
- 高田 - 沼田爆
- 高田の妻 - 沢井孝子

第12話
- 伊藤弘美 - 生田智子
- 関口 - 今井雅之

BXテレビの24時間シリーズの担当ディレクター。甲南大学出身で佐藤の先輩。
- 沢田ユカリ -

女優。
第13話
- 前島美代 - 川上麻衣子

6年前に旦那に捨てられたショックでプラトンに宿泊して睡眠薬を飲んで自殺未遂を図る。だが赤川と佐伯が見つけ持田の説得で思いとどまる。現在は大田区蒲田の福井荘12号室に在住しガネール品川に勤務。
- 前島純一 -

美代の息子。6歳。
- ローズ -

前日のお得意様との会合後に電子手帳を紛失したことを伝えるためフロントを尋ねる。
第14話
- - 山本麗子
- - 中村水穂
- - 熊谷隆子
- - 稲山玄
- - スコット・ブレット・シュナイダー
- ロバート・クーパー - レオ・メンゲッティ

マックコーン社代表取締役社長。ジョギング中に倒れたところ赤川に介抱され、プラトンで手当をうける。
- - ジェームズ・ダディット
- - トーマス・ギストレン
- - エリカ・パールマン

第15話
- 岸田紀子 - 小高恵美

研修生。ホテルマンになるためにまず東京プラトンに宿泊しホテルマンを見て、その後ホテルパークハイアットの研修生として勉強を重ね無事合格し同ホテルのベルガールとなる。1stゲストの出迎役に抜擢される。
- 斉藤登 -

ホテルパークハイアット研修生。勉強を重ね合格しベルボーイとなる。
- 柿沢 - 加納みゆき

ホテルパークハイアットマネージャー。トレーニングの担当者。元大阪プラトンの敏腕マネージャー。オープニングセレモニーの司会。
- ジョージ・モリソン -

ホテルパークハイアット総支配人。
- 久米 - 森下哲夫

ホテルパークハイアット料理長。普通のお粥をバカにする節がある。
- 結城美栄子 - 本人役

女優で陶芸家。ホテルパークハイアットのエントランスに飾られる自身の作品を確認する。
- 霧島鷹山 - 中丸忠雄

世界的に有名な旅の画伯。日本はおろか外国のホテルの開業セレモニーにも数多く出席した経験を持つ。飾る場所も細かく見る目や、ホテルやホテルマンを愛する気持ちを持ち、見込みのある人や好きな人に間違った道を「なっとらん」の口癖を連発する厳しく心の優しい人物。外国のリゾットを試食したが、体調不良者にはしつこいと苦言を言い、普通のお粥が良いと言う。
- 霧島の妻 - 木村翠

夫と共にホテルパークハイアットのファーストゲストとなる。
第16話
- 吉村彩子 - 新井春美
- 星野 - 橋本功
- 挙式予定の男性 - 亀山忍
- 挙式予定の女性 - 仙石順子
- 星野の仲間 - 村山竜兵
- 催眠商法の客 - 山本緑
- 催眠商法の客 - 西美子

第17話
- 新井 - せんだみつお

名古屋で30人の従業員を持つ乾物屋の社長。不景気なため、まともに従業員に給料も支払えず、高級ホテルには一切止まるような贅沢を一切しない。そのために一念発起で首都圏に進出しようと上京する。
- 恵美（えみ） - 荒井乃梨子

売春婦。ホテル内で無断営業している。
第18話
- 福田 - 河原崎長一郎

福岡から来た老人。妻が病気のために入院費がかさんだ末にお金を借りるが、その後妻は他界。その上、借りた先が闇金融でその利子のせいで多額の借金を抱えてしまい、それを詐欺師の兄妹に利用される。顔が佐藤の祖父にそっくり。
- 功 - 山口仁

詐欺師の兄。
- 悦子 - 谷川みゆき

詐欺師の妹。赤いピアスとネックレスをしており、これが赤川にマークされる原因となる。
第19話・第20話
- 高槻 理恵 - 河合奈保子

ホテルヨーロッパのコンシェルジュ。赤川の大学の観光学科の同期。後に坂井と婚約。
- 稲垣達也 - 永野典勝

赤川の大学の観光学科の同期。観光専門学校の講師。屋台のラーメン屋でコニーの代金を立て替え、彼女が学校に返金しに来たことで知り合い恋人関係になる。当初は外人女性に偏見を持っていたがコニーと知り合って偏見を無くす。コニーが暴力団にパスポートを取り上げられて給与をピンハネされているのを見かねて、事務所に乗り込んでパスポートを取り返そうと揉み合いになって相手が出してきたナイフで刺傷してしまう。国外逃亡しようとするものの神保の説得で自首する。
- 忍 - 佐藤リナ

稲垣が連れてきた偽装婚約者。
- 桑沢 - 立川三貴

神奈川県警捜査一課の刑事。
- コニー - ルビー・モレノ

稲垣の恋人。
- オニール -

ホテルヨーロッパの宿泊支配人。
第21話
- 香坂伸子 - 大沢逸美

北山を付け狙う女性。
- 香坂 - 山口嘉三

伸子の夫で銀座にあるバーの経営者。バブル崩壊で抱えた借金を返済するためにギャバンの宝石を狙う。
- ギャバン -

フランスから来た宝石商。
第22話
- 島田薫 - 木滝麻由美

鉄平の姉で、気が強い。父と母が海外に出張したため、弟を連れてプラトンに宿泊する。
- 島田鉄平 - 大場俊輔

薫の弟。やんちゃであるが、宿泊した日の夜に高熱を出した。翌朝に熱は下がったが、赤川に「オムレツを作って」と頼んでいる。しかし、オムレツの味にはうるさい。
- 島田修一 - 早川純一

薫と鉄平の父。終盤に帰国し、妻・京子と一緒にプラトンで薫と鉄平を迎える。
- 島田京子 - 南美川洋子

薫と鉄平の母。終盤に帰国し、夫・修一と一緒にプラトンで薫と鉄平を迎える。
- 持田の息子 - 小林健

長期休暇を取った健一と共にグアムへ旅行する。先述のとおり、持田健一を演じた小林稔侍の実子（息子）である。
- 持田の娘 - 小林千春

長期休暇を取った健一と共にグアムへ旅行する。先述のとおり、持田健一を演じた小林稔侍の実子（娘）である。
- 家族客の夫 - 醍醐貢介

他の部屋の宿泊客（家族客）。
- 家族客の妻 - 田貴旬子（田貴絢子）

他の部屋の宿泊客（家族客）。
- 家族客の子供 - 浅利陽介

他の部屋の宿泊客（家族客）。
- 村岡 - 小寺大介
- リネンスタッフ - 八百原寿子
- コック - 作原利雄
- コック - 野津尚行

第23話
- 片岡美子 - 富士眞奈美

プラトン大株主。佐藤らに無理なお願い（オーディオセットの貸出しを求めること、フルーツを高級店のもの（美子が食べる店舗のもの）に取替えること、自室（スイートルーム）で天ぷらを揚げることなど）をした。息子の太郎には自分のことを「ママ」と呼んでいる。
- 片岡太郎 - 金田賢一

美子の息子。佐藤に対してストーカー紛いの行為（プラトン内で佐藤の写真を撮影、佐藤の自宅にある郵便受けにプレゼントを投函）をしていた。
第24話・第25話
- 平野正一 - 大村崑

大阪プラトンの名物ベルマン。ベテランのベルマンであり、赤川らが大阪プラトンに出張して研修を受けた年に定年を控えている。鹿島と岸田とのケンカを止めようとした時に岸田のイヤリングを踏み割ってしまい、岸田が激怒したが、「お叱りになるのは愛しているから。喜んでクビになる」と答え、岸田と鹿島はヨリを戻し、佐々木も自分の言動を反省した。
- 鹿島 - 大出俊

映画監督。過去に岸田と交際していたが、現在は佐々木と交際している。赤川から部屋の変更を勧められたが、岸田に見つかってしまう（岸田は「鹿島の部屋を教えろ」と赤川に脅している）。終盤、岸田とケンカしたが、平野の一言でヨリを戻した。その後、東京プラトンで開催したブライダルフェアに出演し、岸田と結婚することを赤川（同フェアの代表でスピーチを担当）が紹介した。
- 岸田雅美 - 二宮さよ子

女優。過去に東京プラトンで撮影をした時に、赤川と会ったことがある。赤川と再会した時に酒を交わしたが酔ってしまい、赤川が部屋まで介抱したが（シラフに戻って）「誘惑された」と騒いだ。イヤリングが宝物であったが、鹿島とのケンカを止めようとした平野が踏み割ってしまった。その後、平野の一言でヨリを戻した。その後、東京プラトンで開催したブライダルフェアに出演し、鹿島と結婚することを赤川（同フェアの代表でスピーチを担当）が紹介した。
- 佐々木香 - 藤田佳子

女優。若手の女優である。赤川が（ホテルを出るようにお願いするため）土下座した時は「岸田を越える女優になる」と言い放ったが、鹿島と岸田がケンカした時に平野がミスして岸田が激怒したが、この時の平野の一言で自分の言動を反省した。
- 友 -

### スタッフ
- 原作 - 石ノ森章太郎（『HOTEL』）
- 音楽 - 義野裕明
- 挿入曲 - Carly Simon「en:Let the River Run」
- 撮影 - 下村和夫（第1話〜第2話）、松村文男（第3話〜第4話）
- 美術 - 高桑道明
- 録音 - 山本保美（第1話〜第2話）、谷村彰治（第3話〜第4話）
- 照明 - 磯山忠雄（第1話〜第2話）、高橋弘（第3話〜第4話）
- 編集 - 河原弘志
- 助監督 - 神園浩司（第1話〜第2話）、松井昇（第3話〜第4話）
- 製作担当 - 鈴木勝政
- 製作デスク - 田辺史子
- 監督助手 - 佐々木良文（第1話〜第2話）、安養寺工（第3話〜第4話）
- 撮影助手 - 佐々木伸俊（第1話〜第2話）、臼木敏博（第3話〜第4話）
- 照明助手 - 清野俊博（第1話〜第2話）、本田純一（第3話〜第4話）
- 録音助手 - 村田毅志（第1話〜第2話）、桝森強（第3話〜第4話）
- 美粧 - 入江正幸
- 装置 - 金子沖三
- 音響効果 - 原田千昭
- 選曲・整音 - 山本逸美
- VE - 小田切徹（第1話〜第2話）、石川友一（第3話〜第4話）
- VTR編集 - 石川高史
- 記録 - 松橋章子（第1話〜第2話）、小坂好世（第3話〜第4話）
- スチール - 渡辺富雄、阿部雅弘
- プロデューサー補佐 - 多賀さつき、斉藤勢津子
- 番組宣伝 - 反町浩之
- 製作主任 - 喜多智彦（第1話〜第2話）、畑山佳津子（第3話〜第4話）
- 装飾 - 大晃商会
- 衣裳 - 東京衣裳
- キャスティング - 稲川素子事務所、クラップ、東映アカデミー
- プロデューサー - 近藤照男、上山勝彦、高田卓哉
- 制作協力 - 東映
- 製作 - 近藤照男プロダクション、TBS

### 主題歌
- 島田歌穂「君にできること」[5]

### エピソードリスト
| 話数 | エピソードタイトル                                                            | 初回放送日                  | 脚本                    | 監督     |
| --- | ----------------------------------------------------------------------------- | --------------------------- | ----------------------- | -------- |
| 第1話 | 結婚しない女で満室!? HOTELスペシャル'94春 姉さん異常です!結婚しない女で満室!? | 1994年4月7日                | 横田与志                | 瀬川昌治 |
| 第3シーズン始めに放送された実質1回目のスペシャルで新出演者の紹介を兼ねたエピソードから始まる。人事異動で赤川がフロント・サブマネージャーに昇進した。北山はチーフ・ベルボーイのまま。そのため2人の間に微妙な溝ができる。そして初日、女流文学新人賞の受賞者「葉山亜里沙」(池上季実子)が滞在することで、騒動が起こる。 |                                                                               |                             |                         |          |
| 第2話 | 眉のない花嫁さん                                                              | 1994年4月14日               | 小木曽豊斗              | 小山幹夫 |
| この日から京都プラトンの佐藤圭子と新人研修中の津村まどかが東京プラトンに入社。佐藤はクラークとなり津村はベルに配属され北山は津村及び立花の指導をそして赤川は2人の教育係を持田より任命される。2人の仕事始めの日、赤川と津村は外人達に絡まれている明美を助ける。彼女は今日お見合いの為にプラトンに来たのだという。赤川は2階の美容室はウエディングフェスのため混雑しているので地下1階の美容室に行くよう勧める。赤川は明美をからかっていた外人達が気になり津村に様子を見に行かせる。津村が彼女の母親に和風レストランへの案内を頼まれた矢先、外人達がやって来る。津村の悲鳴に驚いた美容師は明美の眉毛を剃り落としてしまい、明美は号泣。持田は赤川を厳しく叱り、明美を客室に移動させ、2人で謝罪しに行く。明美は「初めてのお見合いだったのに、こんな顔で人前に出るんだったら死んだ方がマシよ」と泣き続け、思わず反論した赤川に「プラトンを傷害罪で告訴しマスコミにも一生台無しにされたと投書してやる」と激怒。見合いは中止になるが、赤川が謝罪し、持田がお見合いをする両家と話し合って費用はプラトンが払うという事で収める。それでも明美の心の傷は深く、金輪際お見合いはしないと言い、津村も自責の念を抱く。赤川は津村を慰め、東堂と佐伯もプラトンでお見合いが中止になるのは金銭で済む問題ではないと頭を痛める。翌日、プラトンにヤクザが2人現れ、地下1階の美容室で「お嬢様の眉毛を剃ったのは誰だ」と脅す。明美の眉毛を謝って剃ってしまった美容師は謝罪するが、二人は美容師を連れ去ろうとする。赤川と持田が駆け付け、2人をオフィスへ案内。その内の1人は富樫組若頭の黒田健児。明美は関西でも名の知れた富樫組組長の娘だった。持田と佐伯が事情を説明するが、黒田は組の面目を潰した落とし前をつけろとリンゴを砕いたり毎日若い組員30人ほどプラトンで遊ばせるなど嫌がらせを行う。藤堂の説得で黒田たちは退散するが、津村は苦悩しプラトンを辞めようとする。赤川はこんなことで辞めては駄目だときつく言い渡す。終業後、赤川は明美に盛り場をつれ回される。翌日、明美はプラトンで写真を撮るなど赤川にしつこくつきまとう。明美はプラトンに宿泊するが、立花に赤川のことを聞き出そうとする。明美は赤川と結婚するつもりのようで、従業員たちは赤川がヤクザの跡取りにされると噂する。津村が明美の部屋を訪ね、真意を尋ねるが、明美は赤川が好きだからと言うだけ。実は明美は結婚で家を出たがっていた。明美に迫られた赤川は土下座して断る。 |                                                                               |                             |                         |          |
| 第3話 | 拳銃を持った客!?                                                              | 1994年4月21日               | 酒井あきよし            | 小山幹夫 |
| 朝礼で持田と佐伯は各業界でリストラが進んでいること、イン&アウト（チェックイン・チェックアウト）の重要性を説く。ヤクザ風の老人・合田がダブルの部屋にチェックインし、ベルマンたちはあやしむ。ホテルの対応にクレームをつけた外国人客に立花は反論。赤川が謝罪し、立花を厳しく叱り、北山と険悪に。そこへ津村が合田の部屋で拳銃を見たと報告。赤川が調べに行くが老獪な合田に気圧され追い返される。翌日、日本弓道連盟大会がバンケットで開催。大原社長が提供した2000万円相当の鎧兜が飾られるが、立花が誤って顔部分を壊してしまう。立花はそれを直して立ち去り、それを見た赤川は壊れた部品を拾ったところを佐藤に見られる。合田は赤川を連れて息子夫婦と孫と落ち合う。合田は孫におもちゃの拳銃をプレゼントし、息子を激怒させる。合田は暴力団と関係した同僚を庇い落ちぶれた元警部だった。持田と佐伯が兜の破損に気付き、従業員が集められる。厳しい尋問に立花も赤川も沈黙していたが、佐藤が赤川を責める。否定する赤川に持田は1日の猶予を与える。翌日も黙秘する赤川はクビを宣告されるが、合田が持田を説得し、ついに立花が名乗り出る。立花をクビにしないでほしいと懇願する赤川たちに、東堂は誰もクビにしないと約束する。不機嫌な大原社長に東堂は「二千万で若者の将来を買ったなら安いもの」と返す。合田は迎えに来た息子一家と和解しチェックアウト。入れ替わりに先日のクレームの外国人が上機嫌でチェックインする。 |                                                                               |                             |                         |          |
| 第4話 | 泥棒さま宿泊中?!                                                              | 1994年4月28日               | 横田与志                | 瀬川昌治 |
| 朝礼でホテルの備品盗難に注意喚起が出される。張り切る立花はさっそくあやしい女性が男性客と入ってきたと報告。従業員たちは疑いすぎと意見し、上司の赤川は判断を保留する。女性客は男性の妻・あゆみだったが、立花はあゆみがバスローブやタオルを持ち出したと取り押さえる。持田と佐伯が二人を注意して帰らせ、東堂は立花が客の鞄を開けようとしたことを叱る。だが立花は矛盾していると納得せず、赤川は指導に悩む。外国人客ルフランが、購入した陶磁器が入っているという箱を部屋に届けさせるが、ルフランは箱に備品のテレビを詰めて盗み出そうとする。フードコーディネーターの星野はルフランの電話を立ち聞きし、東堂に報告。立花は赤川に荷物検査しろと詰め寄る。佐伯がテレビ紛失を発見したがルフランはホテルを立ったあとだった。だが東堂が車の前に立ち塞がりルフランを殴り倒す。あゆみ夫妻がフロントにバスローブを返しにくるが、立花は授業料になったと持ち帰らせる。 |                                                                               |                             |                         |          |
| 第5話 | 歓迎サギ御一行様                                                              | 1994年5月5日                | 眞木勲 横田与志         | 瀬川昌治 |
| 佐伯の紹介でイギリスのブリティッシュツアー社のリチャードスミスが下見に来るが、赤川は下手な英語を指摘され英会話教室に通い始める。赤川は講師のリサからニュースタイル誌の記者カーラを紹介され、取材宿泊を引き受ける。佐伯はブリティッシュ社のツアー客とかち合うことを危惧。取材当日カーラと助手のトッドとケリーが到着。スミスもツアー客と宿泊。双方の要望を通すため奔走する赤川にフロントの徳大寺は反発し揉み合いになる。北山たちはカーラ一行が先日路上で小物を売っていた外国人と気づく。詐欺を見抜けなかった赤川は東堂に辞表を出すが、東堂は若いころアメリカでホテル代を踏み倒したが全く責められず、それをきっかけにホテルマンを目指した話をして辞表を破りすてる。翌朝、カーラたちは徴兵制のあるラストニアからつかのまの自由を求めてきたと謝罪する。赤川は宿泊代を求めず笑顔で送り出す。スミスもプラトンの接客を絶賛した。 |                                                                               |                             |                         |          |
| 第6話 | 要注意のお客様                                                                | 1994年5月12日               | 酒井あきよし            | 小山幹夫 |
| 従業員にUG客の注意喚起がなされる。仕事に慣れた佐藤は他の従業員と険悪になり、就業後ふと立ちよったライバルホテルの「東京インターナショナルホテル」でコールガールに間違えられる。佐藤は石黒幹夫マネージャーが出した白紙にサインして解放される。翌日、佐藤は東堂と佐伯にエレガントレディースルームの担当を依頼され有頂天になるが、プラトンに石黒がチェックイン。石黒はプラトンに調査に来たと言い、佐藤の目の前で電気スタンドを壊して赤川を呼ぶ。赤川は佐藤の様子を不審に思い問いただすが、佐藤は否定する。石黒は佐藤を呼び出し、佐藤がサインした紙で偽造した謝罪文を見せ、プラトンの顧客名簿を要求する。その夜、佐藤は石黒から徳大寺が石黒のホテルに引き抜かれること、改めて顧客名簿を持ち出すことを求められるが佐藤はきっぱり断る。徳大寺は佐藤に口止めする。佐藤は顧客名簿のフロッピーディスクを持ち出し石黒に渡すが謝罪文は返してもらえない。それを赤川に目撃された佐藤は倒れる。持田と赤川はチェックアウトした石黒の前に立ち塞がり、謝罪文を読んで、石黒を取り調べる。佐藤が渡した石黒のフロッピーはデータのないものだった。徳大寺は引き抜きを断り、石黒は東堂に謝罪する。佐藤は辞表を出そうとするが東堂から取り返した謝罪文を渡され涙する。 |                                                                               |                             |                         |          |
| 第7話 | 恋の数−1=失恋                                                                 | 1994年5月19日               | 佐伯俊道                | 小山幹夫 |
| 東堂の発案で若手への研修としてプラトンOBの市川、二本松、三島が一時働くことになったが、高齢の彼らは業務の足を引っ張り、若い従業員たちは不満を漏らす。ツインルームに入った西条真由美は問題行動を繰り返し、赤川は振り回される。西条がニューヨークに行ったまま帰らない恋人を待ち続けていると聞いた赤川は夜のロビーコンサート鑑賞を勧めるが、西条はエレベーターの非常ボタンを押し閉じ籠ってしまう。赤川と市川が駆け付け、西条を説得。ロビーに来た西条はOBたちの心からの接客を受け、失恋を受け入れたことを赤川に語る。 |                                                                               |                             |                         |          |
| 第8話 | にせベルガール                                                                | 1994年5月26日               | 小木曽豊斗              | 小山幹夫 |
| まどかが案内した客の片桐奈津子は、深夜更衣室から津村の制服を盗み、ベルガールとして接客する。翌日赤川たちは異変に気づき、他の客や中島の証言で奈津子が犯人と突き止める。奈津子はまどかと同時期にプラトンの入社試験を受けていた。だが面接の前に女性客から怒鳴られ、怖じけづいて試験を受けられず、ケーキ屋のバイトになったが、故郷に帰る前にここに来たと言う。立花は奈津子にベルガールの制服を着せて写真を撮り帰らせるが、写真を送られた奈津子の母親・春江がプラトンに娘を訪ねてくる。赤川は反対するが、まどかは奈津子に制服を着せ、春江に会わせる。翌日、春江が奈津子に残した手紙には「来年こそプラトンの一員に」とあり、奈津子の嘘はばれていた。奈津子は来年必ずプラトンに入社すると決意して去る。 |                                                                               |                             |                         |          |
| 第9話 | 部屋を間違えた女                                                              | 1994年6月2日                | 酒井あきよし            | 中村金太 |
| 赤川はマネージャーステイの規約を利用してプラトンに宿泊する。赤川は向かいの部屋の沢村と知り合うが、沢村の部屋にいるあやしい女とプラトンに踏み込んできた正妻が鉢合わせしそうな騒動に巻き込まれる。翌朝、沢村は重要な書類が紛失したと言って失神。フロントの佐藤は、沢村の女が封筒を持ち出し見知らぬ男に渡しているのを取り押さえる。女は沢村の部下で、結婚をエサに騙され、沢村から重要書類を盗み出したと告白。書類は沢村の元に返るが、そこへ沢村の浮気を疑う妻が押し掛ける。赤川はとっさに沢村の女をフィアンセと偽り、沢村夫妻は和解して去る。赤川はステイのレポートでビジネスマンのための割引プランを提案し採用される。 |                                                                               |                             |                         |          |
| 第10話 | 問題の写真集の女                                                              | 1994年6月9日                | 酒井あきよし            | 中村金太 |
| 赤川が雑誌の「現代の若者たち」に取り上げられ、一同の関心の的に。一方立花は女優の倉沢ユリの写真集に夢中。朝礼では派手な有名人に注意するよう呼びかけられる。プラトンにユリが宿泊。立花がサインを求めに行くとユリに誘われ、その夜飲みに行く。立花はユリの部屋に招かれ意識を失う。ユリと連絡がつかない黒木良介マネージャーと赤川が部屋に踏み込むとそこには裸の立花が。黒木は持田と佐伯にユリがベルマンにレイプされたと訴えるが、立花は黙秘する。 翌日、立花はユリに会って薬を盛られたと訴える。東堂と大原は詐欺と睨むがホテルを守るため、二千万の小切手を黒木に渡す。ユリがクリーニングに出した服のポケットに入っていたキャンディが睡眠薬入りで立花も口にしていたことが判明。立花と赤川はユリと黒木の車を止め、それぞれの気持ちを訴える。ユリは泣きながら謝罪。小切手は返却される。 |                                                                               |                             |                         |          |
| 第11話 | 女の日記盗難事件                                                              | 1994年6月16日               | 酒井あきよし            | 瀬川昌治 |
| プラトンで盗難事件が発生し赤川たちは気を引き締める。立花は誕生日の夜、まどかと待ち合わせの約束をしていたが立花に残業が入り、すっぽかされたまどかはバーで過ごすがその間に空き巣に入られる。盗まれたのは現金と日記帳。翌日まどかは首にアザのある緒方という男を案内するが、彼はまどかの日記帳を持っていた。緒方は終業後のまどかを飲みに誘う。自分と同じくホイットマンの詩集が好きだという緒方とまどかは意気投合。それを目撃した立花はいぶかしむ。赤川はスニーカーにスーツの男が緒方と会っているのを目撃。翌日、緒方はまどかを食事に誘いチェックアウトする。スニーカーの男はホテル荒らしで捕まり、立花は緒方を追う。立花はまどかといる緒方を殴りつけるが、緒方はまどかの日記帳を返し自首する。その後従業員一同で立花の誕生会が行われる。 |                                                                               |                             |                         |          |
| 第12話 | NG名場面撮影中                                                                | 1994年6月23日               | 小木曽豊斗              | 瀬川昌治 |
| プラトンに佐藤の紹介でDXテレビの関口の番組の密着取材が入り、従業員たちも浮き足立つ。だが撮影初日に立花が担当した女性客が睡眠薬自殺をはかるトラブルが発生。彼女が不倫の末会社を辞めたと聞いた立花とまどかは、彼女を厨房の皿洗い係に雇ってもらう。だが彼女は関口に雇われた無名の女優で立花たちに申し訳ないので辞めたいと言う。赤川は関口を説得し、撮影そのものがやり直しとなる。後日、番組は放送されプラトン一同が喜ぶものになった。 |                                                                               |                             |                         |          |
| 第13話 | おかしな忘れ物!?                                                              | 1994年6月30日               | 横田与志                | 小山幹夫 |
| プラトンに前島という女性とその幼い息子淳一が宿泊。6年前自殺未遂を起こした前島がお礼に泊まりに来たと佐伯たちは喜ぶが、翌日、前島は淳一を残して失踪。置き手紙には息子を育てられずプラトンに頼むとあった。赤川は前島の勤め先のレストランを訪ね、前島を発見。トラック運転手と交際する前島は淳一のことを隠していた。プラトンは淳一を「忘れ物」として預かることに決めて宿泊させ、赤川たちが面倒を見る。翌日、交際相手に全てを打ち明けた前島がデコトラで淳一を迎えに来る。 |                                                                               |                             |                         |          |
| 第14話 | ハイレグ水着事件                                                              | 1994年7月7日                | 酒井あきよし            | 小山幹夫 |
| まどかたち女性陣は佐伯にもらったチケットで東京ヒルトンホテルのプールで遊び、白人男性にナンパされる。翌朝、赤川は路上で倒れた白人の老人スミスをプラトンの医務室で介抱する。朝礼でアメリカの食品メーカーのマックコーン社が日本の常駐ホテルを決めるため、不審な客への対応を厳しくするよう言い渡される。プラトンに昨夜まどかをナンパしたジミークーパーが宿泊しにくるが、まどかに絡むのを赤川に制止され怒ってホテルを出る。赤川と立花はスキッパー（支払いなし）としてジミーを連れ戻し、支払いの代わりに皿洗いさせる。ジミーがマックコーン社社長の息子であることが判明。赤川はジミーに謝罪するが、ジミーはスイートルームを取らせ友人たちとパーティをはじめ赤川を嘲笑する。赤川が介抱したスミスは本物のマックコーン社社長ロバートクーパーと名乗り出る。クーパー社長はジミーを叱りつけ、プラトンを常駐ホテルとして利用すると東堂と握手する。 |                                                                               |                             |                         |          |
| 第15話 | ホテルの味!?                                                                  | 1994年7月14日               | 横田与志                | 瀬川昌治 |
| 赤川は突然、東堂に「初心に帰れ」と言われ、ベルマンに戻る。久しぶりの仕事に四苦八苦していると女性客につきまとわれたり、老人の霧島に注意される。3日後、赤川は持田マネージャーから「合格」を告げられ、開業目前の姉妹ホテル「新宿パークハイアット」のベルマン指導役に派遣される。研修生の中に先日の女性客岸田典子がいた。料理長の中島も派遣され料理人に高級料理だけでなく普通のお粥も作れと指導する。ベルマンは北山、立花、まどかも指導に入り、研修は順調に進む。岸田はフロント志望だったと拗ねるが、まどかに説得され、ほぼ徹夜のトレーニングに参加。だが岸田は仮眠中にホテルを抜け出す。赤川たちが追いかけると、岸田は一人でトレーニングをしており、赤川たちは安堵する。中島は厨房でお粥を作ってみせるが、料理人たちは相手にしない。オープニングセレモニーに招かれた画家の霧島は「なっとらん」と駄目だしを続け、赤川たちとトラブルになる。霧島がセレモニーのゲストを降りることになり、佐伯がかけつける。佐伯は霧島は見込みがあるからこそ叱るのだととりなす。霧島はレストランでお粥を所望。ハイアットの料理人はリゾットを出すが、霧島は中島のお粥を褒める。岸田はファーストゲストを迎えるベルマンに選ばれる。オープニング当日、石田はファーストゲストの霧島夫妻を迎える。 |                                                                               |                             |                         |          |
| 第16話 | 宝石を売る幽霊?                                                               | 1994年7月21日               | 酒井あきよし            | 瀬川昌治 |
| プラトンに赤川の姉の友人吉村彩子が宿泊。宝石訪問販売の吉村はプラトンで販売したいと持田に交渉。東堂が出張中のため、ホテルの客でなく従業員食堂でのみ販売が許可される。女性陣には好評だったが、吉村は料理長の中島を避ける。佐伯はプラトンで結婚式をあげるカップルから引き出物に手作りクッキーを出したいと相談される。ラウンジで吉村が星野という男性に宝石をセールスしているのを聞いたカップルは、吉村から宝石を買おうと部屋に行く。吉村が従業員に売った宝石が全て偽物と判明。徳大寺は星野は吉村のサクラではないかと推測。中島は一年前騙された催眠商法の一味が吉村だったことを思い出す。吉村の名刺の会社は存在しない幽霊会社だった。赤川は吉村を責めるが星野は騙されるほうが悪いと赤川を殴る。改心した吉村は星野と決裂。翌日吉村は赤川たちに謝罪してホテルを立つ。カップルが吉村から買った指輪だけは本物と判明する。 |                                                                               |                             |                         |          |
| 第17話 | 超ケチなお客様                                                                | 1994年7月28日               | 酒井あきよし            | 小山幹夫 |
| 立花は通勤途中安いホテルを探す食品会社社長の新井をプラトンに案内するが、新井は高額な宿泊費に不満。その上コールガールの詐欺に遇いそうになり、ホテル協会に訴えると激怒。立花は新井に謝罪し、身の回りの世話を買ってでる。赤川たちと口論になった新井は高血圧で倒れ、デパートとの大口の契約の電話も出来ず落胆。翌朝、現金がない新井は宿泊費を払わず、プラトンを抜け出すが赤川たちに連れ戻される。持田はデパートから契約の電話があったと報告し、東堂は宿泊費は会社を立て直してからと新井を励ます。新井はプラトンのサービスに感激し、バスで契約に向かう。 |                                                                               |                             |                         |          |
| 第18話 | 彼に似たお化け?                                                               | 1994年8月4日                | 酒井あきよし            | 小山幹夫 |
| 佐藤は祖父に良く似た老人客福田を案内する。彼に息子と娘が会いにくるが、金を300万円無心して帰ってしまう。寂しがる福田を見て佐藤は夕食を共にする約束をする。終業後、佐藤は福田とホテル外でデートするが、ホテルでは息子たちが現金300万円を福田に渡して帰る。東堂は親子が芝居がかっていると見抜く。3人は詐欺師であり、娘役がカードキーで買い物してなくす手口で品物を騙しとる。福田は300万円が紛失したと言う。今日中に金を用意しなければ家を売ることになると聞いた佐藤は力になると言ってしまうが、東堂は怪しむ。佐藤は両親に反対されたホテル勤めを応援してくれたのが祖父だと話し、カンパを呼び掛ける。赤川たちの協力で現金300万円が集まり、佐藤は福田の部屋に届けに行く。福田が紛失したカードキーの大量の買い物が発覚。赤川と徳大寺は福田の部屋へ向かうがもぬけの殻だった。ホテルを抜け出した福田は駐車場で詐欺師に現金を渡すのを拒み殴りあいになるが、赤川たちが確保する。福田は佐藤に土下座して自首すると約束。東堂は福田をバンケットのスタッフとして雇う。 |                                                                               |                             |                         |          |
| 第19話 第20話 | 奇妙な新婚旅行 長崎空港の謎の女                                               | 1994年8月11日 1994年8月18日 | 酒井あきよし 高橋孝之介 | 瀬川昌治 |
| 赤川、立花、まどか、佐藤は長崎ハウステンボスにコンシュルジュの研修に行く。赤川は「ホテル ヨーロッパ」でドクターの神保いずみ、大学の観光学科の同窓生高槻理恵と再会する。赤川たちは理恵から「お客様に決してノーと言わない」コンシュルジュのトレーニングを受ける。翌日、赤川は観光学科の同窓生稲垣達也と再会。新婚の稲垣の妻しのぶはなぜか夫と別の部屋を要求する。赤川、稲垣、理恵はかつて親友だった。翌日、ホテルに来た男がしのぶの部屋を訪ねようとしているのを見かけ、赤川は注意を払う。夜、赤川、稲垣、理恵は食事に出かけるが、立花は外国人客からクリーニングを頼まれたブレザーから名家に伝わるボタンが取れたとクレームを受ける。理恵は明日までにボタンをつけろと言われ引き受ける。赤川たちは必死でボタンを探すが見つからない。いずみは東堂にボタン店について問い合わせる。翌日、いずみは長崎の骨董店で見つけたボタンを渡し喜ばれる。直後、部屋でボタンが見つかるが理恵はそれを黙っていようとしたことを客に褒められる。新婚の稲垣夫妻の仲は冷えきったまま。しのぶは一人でチェックアウトし、稲垣は落ち込む。 研修4日目、落ち込む稲垣に声をかけられない赤川と理恵。立花はロビーにいる男がしのぶの不倫相手と推理し、部屋に押し掛けるが、男は刑事だった。稲垣は指名手配犯でしのぶとは偽装結婚であったと説明されるが、赤川は信じられない。稲垣は出稼ぎ外国人コニーと交際していたが、コニーの勤める暴力団経営のバーからパスポートを取り返すため傷害事件を起こしていた。コニーとハウステンボスで落ち合う約束をしていた稲垣は赤川に見逃してほしいと頼む。刑事が張り込みを続けるホテルにコニーがやってくる。赤川たちは刑事の目をごまかし、コニーをホテルに入れて、稲垣から「東京にいる」との伝言を伝えるがコニーはホテルで待つと言う。理恵と赤川は罪に問われる覚悟で稲垣とコニーを逃がすことを決意。立花たちも協力し、「風車下で待つ」という偽の伝言で刑事をホテルから離し、稲垣とコニーを会わせてバラバラに逃がす。赤川は責任を取ってプラトン辞職を持田に電話で伝える。全てを見抜いたいずみは稲垣を説得。稲垣はホテルに戻り自首する。長崎空港で稲垣は刑事と手錠で繋がれたままコニーと最後を惜しむ。東堂は赤川を助けたいずみに礼の電話をする。 |                                                                               |                             |                         |          |
| 第21話 | 写真集万引き事件                                                              | 1994年8月25日               | 横田与志                | 小山幹夫 |
| ホテル業界紙「ウィークリーホテルニュース」で密室犯罪への注意、小説募集の記事が出る。従業員の新しい名刺が支給され、皆で名刺交換する。仕事の帰り本屋に寄った北山は鞄にヌード写真集を入れられ万引きの疑いをかけられる。追ってきた女に見逃してもらうかわりに北山は赤川の名刺を渡してしまう。翌日プラトンに女・高坂が赤川を訪ねてくる。北山はこっそり真実を打ち明け、高坂はプラトンに宿泊。北山は気が気でない。高坂はラウンジで男と密談。従業員たちはフランス人の宝石商ムッシュギャバンが話題になる。高坂は北山にギャバンの部屋を教えろと脅しマスターキーを要求。北山が行方不明になり持田のデスクからマスターキーか紛失。赤川は高坂の部屋を調べるが北山が監禁されていることに気づかない。高坂と男はギャバンの部屋に侵入。赤川たちが駆けつけ二人はオフィスに連行され、北山も救出される。北山は赤川に土下座して謝る。持田はマスターキー盗難を不問とし、北山を励ます。東堂は本屋の防犯ビデオを渡し、北山の万引き疑惑も晴れる。赤川が執筆した小説「写真集万引き事件」がウィークリーホテルニュースで入選する。 |                                                                               |                             |                         |          |
| 第22話 | 家なき子ご宿泊中                                                              | 1994年9月1日                | 眞木勲                  | 瀬川昌治 |
| オーバーブッキングが発生した所に仮押えの団体が来てしまい、全従業員が対応に追われてしまう。すぐにこの事件は解決するが、その翌日、予約した島田という子供2人（姉と弟）がチェックインすることから騒動になる。 |                                                                               |                             |                         |          |
| 第23話 | お客様は長男の母                                                              | 1994年9月8日                | 眞木勲                  | 瀬川昌治 |
| 立花は出勤途中、佐藤が男とホテルから出てくるのを目撃。赤川はショックを受けるが、佐藤は研究のためホテルには一人で泊まり、男は大学時代の仲間でサブマネージャーだという。夕方、片岡太郎という男がチェックイン。片岡は佐藤にほれこみ自宅を突き止め、ネックレスを郵便受けにプレゼントをする。翌日、プラトンに株主の片岡夫人が宿泊、佐藤を世話役に指名する。夫人はオーディオセットや果物など無理な要求をして佐藤は反発するが、東堂のはからいで叶えられる。さらに夫人は部屋で天ぷらを揚げてと佐藤に命じる。佐藤は中島に天ぷらの揚げ方を教わり、一人で天ぷらをサービスする。太郎は夫人の息子だった。夫人は佐藤に息子と交際するよう迫るが佐藤はきっぱり断る。夫人はプラトンに佐藤をクビにしろと要求。佐藤は辞職しようとするが、赤川と従業員一同が夫人に頭を下げる。午後、太郎は笑顔でチェックアウト。夫人は佐藤を呼び出し、でしゃばって息子に叱られたと語り、ホテルを立つ。 |                                                                               |                             |                         |          |
| 第24話 最終話 | 隣室を覗く女の客 僕たちの結婚式!?                                             | 1994年9月15日 1994年9月22日 | 横田与志 酒井あきよし   | 小山幹夫 |
| 赤川、立花、まどかは大阪プラトンに出張。定年を控えたベテランベルマン平野正一の研修を受ける。すると女優の岸田雅美がチェックイン。6年前、赤川は東京プラトンで岸田の撮影に会っていた。当時交際していた映画監督の鹿島も大阪プラトンにくる。鹿島は若い女優佐々木香と密会。岸田は赤川をラウンジに呼び出し、酔って絡む。赤川は岸田を部屋に送り届けるが、岸田は赤川に誘惑されたと騒ぐ。それを平野は目撃するが口外しない。翌日、赤川は名札をなくしたのを平野に叱られる。赤川は岸田の部屋に名札を取りにいくが、岸田は鹿島の部屋を教えろと脅す。ラウンジの鹿島と佐々木の元に岸田が向かうが平野がぶつかる。平野は岸田に謝り部屋に戻るよう仕向ける。岸田はエアロビクスで佐々木と出会い意気投合。佐々木は岸田に鹿島との仲を取り持ってくれるようねだる。鹿島と佐々木の部屋を確認した岸田は、赤川に名札を返し部屋を鹿島の向かいに変えろと要求する。 東京プラトンでは従業員たちがブライダルフェアを企画。大阪プラトンでは岸田の要求に悩むが、平野とまどかは部屋変えに応じる。岸田に部屋を見つけられた鹿島はあわてて逃げようとするが、佐々木は岸田とテニスを楽しむ。赤川は鹿島に事情を話し部屋を変えようとするが、岸田に見つかる。焦る赤川は佐々木に土下座してホテルを出てくれと頼むが、佐々木は岸田を越える女優になると言い放つ。争う岸田と鹿島に割って入った平野は岸田が大事にしていたイヤリングを踏み割ってしまう。激怒する岸田に平野は「お叱りになるのは愛しているから。喜んでクビになる」と答え、岸田と鹿島はヨリを戻す。佐々木も反省。研修を終えた赤川たちは平野のマニュアルにないミスに学ぶものがあると気づく。東京ではブライダルフェアが開催。赤川が代表でスピーチ。結婚を決意した岸田と鹿島をステージで紹介する。 |                                                                               |                             |                         |          |

### 映像ソフト化
- （日本語）『HOTELスペシャル'94春 ハワイ・マウイ島篇』（DVD）ポニーキャニオン、2007年5月2日、該当時間: 1時間40分。
- （日本語）『HOTEL シーズン3 前編 DVD-BOX』（DVD）ポニーキャニオン、2008年2月6日、該当時間: 9時間。
- （日本語）『HOTEL シーズン3 後編 DVD-BOX』（DVD）ポニーキャニオン、2008年3月5日、該当時間: 9時間。

## スペシャル1995

### ゲスト
- 坂上二郎
- 川島なお美
- 沢南海子

### エピソードリスト
| 話数              | エピソードタイトル                                      | 初回放送日   | 脚本     | 監督     |
| ----------------- | ------------------------------------------------------- | ------------ | -------- | -------- |
| スペシャル'95新春 | 姉さん!お正月に初体験です!!お部屋でスッポン鍋を作る客!? | 1995年1月5日 | 横田与志 | 佐藤純彌 |
|                   |                                                         |              |          |          |

## シーズン4
- 1995年4月13日 - 9月28日放送。全25話。テレビシリーズとしてはシリーズ最多の話数でもある。
- 藤が復帰し新メンバー業員に中村、佐藤、イサベル、マイケルを迎える。

### ゲスト
第1話
- 須藤健一郎 - 金田龍之介

須藤建設会長（創業者）。東京プラトンを2度もお忍びで宿泊する大物。
- - 濱田万葉
- ジェームズ・コリンズ - フランク・オーコナー

LLカンパニー重役。ニューヨーク在住。持田、佐伯、神保がいいた頃のプラトンの常連。血圧高めの持病有り
- コック - 亀山忍
- - 川村幸治
- - 荒木一孝
- - 東山晃央
- - 四方田祐輔

第2話
- 里美 - 大沢逸美
- 工藤 - 六平直政
- ユカ - 二宮友美
- ヤクザ - 平賀雅臣
- ヤクザ - 竜咲隼人
- ヤクザ - 斉藤司
- ヤクザ - 菅原裕
- ホステス - 岩橋道子
- ホステス - 桐原三果
- ホステス - 翔己輝

第3話
- 石塚 - 石立鉄男
- 矢島 - 見栄晴
- 細川 - 山口仁
- 細川の妻 - 木原三貴
- 細川の息子 - 井村晃（子役）
- ホームレス - 相馬剛三
- ホームレス - 山本綠
- ホームレス - 山浦栄
- 百貨店店員（抽選会場担当者） - 夏井貴浩
- 百貨店店員 - 福沢まりえ

第4話
- ライアン - リチャード・バーガー
- 市田 - 橋本功
- 市田の妻 - 日向明子
- マユミ - 大竹一重
- 祝儀袋を求める夫 - 阿部渡
- 祝儀袋を求める妻 - 谷村慶子
- 家族客の夫 - 小俣賢治
- 家族客の妻 - 松尾晶代
- 家族客の娘 - 五十畑愛理（子役）

第5話
- 佐々木竜二 - 平田満
- 森川理恵 - 中里博美
- 浩一 - 東根作寿英
- 撮影助手 - 平田直樹
- 撮影助手 - 河岸加奈子
- 撮影助手 - 高橋静香

第6話
- 篠田由美子 - 友里千賀子

美穂の母親。美穂とともにプラトンに宿泊するが、美穂のペースや機嫌が悪いことに苦労することが多かった。
- 篠田美穂 - 末永遥

心臓病を患う小学3年生の女の子。手術を受ける前に母（由美子）とともにプラトンに宿泊するが、手術を受けることを拒んでプラトンで暴れる。彩子らが出場するコンテストを1人で観覧し、そのダンスチームの踊りに感動し、終演後に手術を受けることを彩子と約束した。その翌日、手術を受けるため大学病院に入院している。
- コック - 亀山忍
- 造園屋 - 仲良太郎

花壇に咲く花の植え替えを行う業者。
- 柏木タカシ
- 中本雅俊
- 佐々木しんじゅ
- 佐々木信彦
- 長坂貴之
- 彩子 - 島田歌穂（特別出演）

友人らとダンス大会に出場するために客室内で練習するが、隣室が病弱な客で騒げないのでプラトンの近くにある公園で練習していた。それを見かねた高木が空いていた宴会場を練習場として提供し、練習を積み重ねたが、美穂にダンス練習用のラジカセとカセットテープを壊されてしまう。ダンス大会の後、（手術を受けることを拒んでいた）美穂を励まして「約束」と言って指切りを交わしている。なお、ダンス大会の楽曲には「約束」（島田の楽曲で、同シーズンの主題歌）が使用された。
第7話
- 早坂 - 鈴木ヒロミツ
- 荒木 - 中村繁之
- 編集者 - 永田耕一
- 編集者 - 堀尾雅彦

第8話
- 小阪恵美 - 白島靖代
- 沢木 - 加納竜
- 江崎隆一 - 長森雅人
- 川島麻里子 - 鳥巣郁子
- - 神田時枝
- - 清水政彦
- - 白国秀樹
- - 児島宏章
- - 猿田修二
- - 林田賢
- - 中島健
- - 福家末恵

第9話
- 並村隆三 - 藤岡琢也
- 並村久子 - 野川由美子
- 石谷 - 四方堂亘
- 並村よう子 - 影山依子
- コック - 亀山忍
- 結婚記念日の夫婦 - 宮川大助・花子

第10話
- 小森隆介 - 石丸謙二郎

美咲の夫。店の経営を巡って美咲とケンカしプラトンを訪れるがそこで倒れてしまう。その後、赤川と美咲が抱き合うところを見て逆上し、「ディナーショーを滅茶苦茶にする」と怒鳴り、次郎くんの控室に侵入してジュースに鎮痛剤を混ぜた。ケンカそのものは中島の仲裁で解決し、夫婦でディナーショーを観覧して絆を取り戻した。
- 小森美咲 - 五十嵐めぐみ

「寿司岩」の女将。夫の隆介とケンカして家出し、プラトンに宿泊する。ケンカそのものは中島の仲裁で解決し、夫婦でディナーショーを観覧して絆を取り戻した。
- 村﨑太郎・次郎

ともに本人役。ディナーショーの出演者として本番（開催日）の数日前からプラトンに宿泊する。次郎くんが鎮静剤を混入したジュースを誤って飲んでしまいディナーショーの開催が危ぶまれたが、それを聞いた東堂は神保にアドバイスし、神保が生きた蝉を持ち込むと元気を取り戻した。同作の終盤にはディナーショーの様子も映る。
第11話・第12話
- 神谷辰彦 - 井上順
- 由香里 - 野村真美
- ケティ - 藤田佳子
- 神谷会長 - 北村和夫
- 会長夫人 - 新珠三千代
- 客室乗務員 - 阿部きみよ
- - セバスチャン・シーガル
- - ロン・ホーランド
- ピーター - チャーリー・クラスラブスキー
- 着物を汚された客 - 佐藤直子

第13話
- まり子 - 島崎和歌子
- リカ - 西部里菜
- 藤田 - 沼田爆

第14話
- 森泉清美 - 岡まゆみ
- 平岡 - 五大路子
- 平岡の息子 - 荘田優志
- 平岡の娘 - 加藤純子
- 平岡の娘 - 及川未来
- 平岡の息子 - 木村良平

第15話
- 黒木ミサ - 小宮久美子
- 西田祐史 - 近藤芳正
- 香山 - 深浦加奈子
- 香山ヨシノブ - 嶽本隆一（子役）
- カメラマン - 中平良夫
- 記者 - モロ師岡
- 藤田英峰
- パチンコ店店員 - 平尾良樹
- 霊能力研究家 - 小松茂朗

第16話・第17話
- 中谷 - 西村雅彦

料理評論家。
- 坂井 - 堤大二郎
- 神田- 牟田悌三

従業員食堂の料理長。沢山食べてくれる立花に喜んでいる。かつては海外有名レストランの料理人しており、腕前は中島を遥かに凌駕する調理人で、料理対決も中島不在で代理出場する。
- 司会者 - 松宮一彦

テレビ番組として放送した料理対決の司会者。
第18話
- 長田夫人 -

プラトンの大株主。息子の学とともにプラトンに宿泊する。
- 学 - 大場 俊輔

長田夫人の息子。ハムスターを連れてプラトンに宿泊したが、それが脱走したことで騒動が起こってしまう。
- 相沢友子 - 一色彩子

パグ犬を連れてプラトンに宿泊した美容師。ルームサービスでステーキを5枚注文したが、婚約者が犬嫌いであったことを理由にその犬を捨てて逃げたことがあった。終盤で婚約者が駆けつけ、保健所へ送ることが決まっていた犬（前述と同じ）を引き取っている。
- ペットショップの店員 -

第19話
- 矢島みゆき - 千堂あきほ
- 神野 - 立川三貴
- シンプソン - フランク・オコーナー

第20話
- 滝口 - 安岡力也

慎一の父であるが、名は不明。ヤクザと思われていたが、かつては大相撲力士（番付は十両、四股名は「大滝山」）として活躍していた。中島は赤川と滝口が腕相撲対決をし、滝口が負けた後に高血圧で倒れた時にこのことを思い出し、力士として活躍していた当時はファンであったことを明かした。中島はその後、従業員たちが用意したちゃんこ鍋をふるまって滝口を説得し、その鍋が従業員のサービスであったことを聞いた滝口は、「女将が欲しかったが、サービスの勉強になった」と話している。
- 滝口慎一 - 大沢健

滝口の息子で、旅館を経営する。客室乗務員として働いていた時の紀子に痴漢をしたことがあった。
第21話
- 佐々木友利 - 早見優

赤川の同級生。進学塾の塾長として生徒にスパルタ教育を行うが、プラトンで合宿をした時に生徒からボイコットを受けてしまう。
- - 早乙女愛

第22話
- 島村政江 - 赤座美代子

プラトンの常連客。他の客の鞄から財布を盗んだのを目撃した紀子に叱っている。後に赤川らに見張られながらスリを実行して現行犯で取り押さえられた時は泣いて罪を認めたが、この件に対し東堂はお客様の扱いが良くないことを赤川たちに叱っている。
- 荻野はるか - 三原じゅん子

プロゴルファーを目指す研修生で、紀子の友人。素っ気ない場面もあったが、終盤に紀子を呼び出し、プロとして働く姿をほめた後、「ホテルを辞めずライバルでいてほしい」と後押しした。
第23話
- 光 - 鳥居紀彦

東京の小学校に通う男子小学生。エミリーとプラトンを訪ねたことを両親に言わなかったことが原因で両親が連れ帰ることが発生したが、スキを見てプラトンに戻った。その後、赤川の提案で1時間だけエミリーと一緒に過ごす時間をもらい、チャペルでエミリーと過ごした後、父親の許可を得てエミリーとともにプラトンに宿泊した。翌朝、チェックアウトする時に赤川の提案でエミリーと一緒に結婚式（10年後）の予約をした。
- エミリー・オブライエン - エミ・ハリス

海外出身の女子小学生（11歳）。光のクラスメイトであり、初恋相手でもある。光と宿泊するためにチェックインした時は赤川たちが駆け落ちを疑ったが、エミリーは「母親違いの弟」という嘘をついた。エミリーはプラトンを訪れた翌日にロンドンに引っ越すため光に別れのあいさつを兼ねて同ホテルを訪れている。光は1度両親に連れ戻されたが、戻った後は光とチャペルで2人だけの時間（1時間）を過ごした。その後、光の父親がプラトンでの宿泊を許したため光と宿泊した。その夜、従業員たちが送別会を開き、翌朝、チェックアウトする時に光と一緒に結婚式（10年後）の予約をした。
- 光の父親 -井上純一

光の行動に困惑し、一度は連れ戻したが、光がエミリーのことを真剣に考える姿を見て光とエミリーがプラトンで宿泊することを許した。
- 光の母親 -

光の行動に困惑し、一度は連れ戻した。光がエミリーとチャペルで1時間過ごした後も怒りは収まらなった。
第24話
- 里香子 - 深浦加奈子
- 巧 - 近藤芳正

第25話
- クリス - 中川安奈

立花の彼女。喫煙者である。東堂のことを父親と思い込んでおり、東堂が母親を騙したという勘違いによる逆恨みから、プラトン25周年パーティーを妨害しようとするが、郷田を目の前にした後に父親の影を感じて泣き崩れるなど、感情の起伏が激しい一面もある。
- 郷田 - 斎藤晴彦

プラトンの元バンケットマネージャーで、後輩である東堂の仕事の姿勢に大きな影響を与えた人物。クリスの実の父親だが、事情があり名乗れないでいる。妻と死別後は酒とドラッグに溺れ、現在はスキットルを常備し酒を煽るアルコール中毒者であり、社会人としての自信も失っていた。

### 主題歌
- 島田歌穂「約束」[6]

### エピソードリスト
| 話数 | エピソードタイトル                                                                  | 初回放送日                  | 脚本              | 監督     |
| --- | ----------------------------------------------------------------------------------- | --------------------------- | ----------------- | -------- |
| 第1話 | 新しい出発!!                                                                        | 1995年4月13日               | 横田与志          | 瀬川昌治 |
| 春の人事異動で佐伯は香港へ、持田と佐藤、津村はシンガポールへそれぞれ転勤。クラークに客室乗務員からの転職者で赤川と飛行機内で知り合った鹿島紀子、ドアガールにアリス・ラム、偽ベルガール騒動を起こした片桐奈津子が入社。持田の後任はホテルリッツカルトンのサブ･マネージャーを務めた高木啓介が着任する。立花は自分が昇進していないことに不満。ニューヨークから来たコリンズがチェックインし、赤川はゲストリストから前回血圧測定を受けていたことを調べさせ、異動してきたホテルドクターの神保いずみを部屋に派遣する。高木は東堂にゲストヒストリーのデータベースシステム移行を提案し採用される。赤川がパソコン操作をしていると立花がオフィスの仕事をしたいと訴える。口論の最中、紀子がパソコンにコーヒーをこぼし「さ行」のゲストヒストリーが消えてしまう。大原社長の紹介で須藤建設会長須藤健一郎がニューヨークからの客の接待にプラトンのスイートルームを予約。消えたさ行のヒストリーを参照できず赤川と高木は頭を抱える。赤川は従業員に須藤の資料提供を呼び掛けるが、お忍びの須藤はなかなか見つからない。立花は大学時代の友人鈴木優子にフロントクラークになったと嘘をつき、同窓会のレストラン予約を頼まれる。翌日、須藤を迎えるため慌ただしい中、立花は徳大寺に制服を貸してほしいと頼み、断られるとプラトンを辞めると言い出す。赤川たちは集めた資料で須藤を無事スイートに通す。徳大寺は立花にこっそり制服を貸す。赤川は立花を殴って叱るが、ベルの制服に憧れていた奈津子が庇う。立花はベルマンの制服で鈴木を迎えると、鈴木も昇進したのは嘘だったと告白。翌日、須藤はプラトンを誉めてチェックアウトする。 |                                                                                     |                             |                   |          |
| 第2話 | 悪魔のささやき!?                                                                    | 1995年4月20日               | 酒井あきよし      | 瀬川昌治 |
| プラトンにやくざ一行が来てコーヒーに蝿が入っていたと因縁をつけるが、赤川はきっぱり追い出す。その夜、赤川は夜道で助けを求めてきたホステスの里美を店に送り届ける。翌日の夜、赤川たちは新人歓迎会を行い、二次会は男性陣だけで里美の店で飲む。翌日、里美がプラトンを訪れ、赤川に65万円の請求書を渡す。赤川は店に間違いではないかと電話するが、応じたのはやくざだった。北山は再び店を訪れるがラブホテルで目覚める。翌日、やくざは85万円の請求書を持ってくる。赤川が支払いに応じると、やくざは北山の裸写真で脅し、スイートルームを要望。高木はやくざにスイートを取ったことで赤川を責めるが、赤川は真実を言えない。その夜、赤川は里美の店に行き、とりなしを頼むが店員たちに追い返される。翌日、赤川、北山、立花は有り金集めてやくざに支払うが、やくざはさらに500万円を要求。騒動は東堂にも露見する。東堂の指示で赤川たちは要求を断るが、やくざは指を詰めろと脅す。立花、徳大寺、河合も部屋に駆けつけ、小指を並べる。そこへ東堂と高木が里美とホステスのユカを連れてくる。彼女たちは恥じて全てを話したという。やくざの親分は良い仲間がいるのが羨ましい、自分もホテルマンになりたかったと笑ってプラトンから引き揚げる。 |                                                                                     |                             |                   |          |
| 第3話 | 歓迎ホームレス様                                                                    | 1995年4月27日               | 酒井あきよし      | 小山幹夫 |
| 奈津子、紀子、アリスの3人は飲んだあとホームレスたちに出会う。その中には紀子の学生時代の恩師・石塚浩二がいた。翌日、紀子はインペリアルスイートを予約した親子3人組を怪しみ、勝手に部屋を変えようとして赤川に叱られる。その夜、紀子は買い物したデパートの福引きでプラトンペア宿泊券を当てる。客に偏見があったことを反省した紀子は路上で寝ている石塚に宿泊券を置いて帰る。翌日、石塚と若いホームレス矢島がプラトンに宿泊。ホームレスの利用に立花は怪しむ。石塚たちはカードキーで高額の買い物をする。北山の財布が紛失。石塚たちが疑われる中、紀子は弁償すると庇い、石塚には陸上部で指導を受けた恩を語り立ち直ってほしいと頼みこむ。スイートから現金100万円が盗まれる。石塚の相棒の矢島は泥棒だった。赤川は石塚を説得。石塚は3年前教え子がいじめに悩んで自殺してから落ちぶれたと涙ぐむ。紀子は辞表を出すが東堂は彼を更正させたと破り捨てる。窃盗を不問にされた石塚は必ず立ち直って泊まりにくると約束してプラトンをあとにする。 |                                                                                     |                             |                   |          |
| 第4話 | ミステリーな手紙                                                                    | 1995年5月4日                | 横田与志          | 小山幹夫 |
| 客からホテルマンに届く「サンキューレター」は査定にも影響する。外国人客ライアンはプラトンで手紙で書類が届くのを待ちわびていたが一向に届かず倒れる。赤川が調べたところ、フロントの徳大寺が見落としていたことが判明。ライアンの会社が入札できなくなり、プラトンが損害賠償を要求されるかもしれないと聞いた徳大寺はライアンに土下座して謝罪しクビを覚悟する。赤川たちはライアンの書類作りに協力し、ことを納める。立花はホテルのワープロで徳大寺宛てのサンキューレターを偽造し、プラトンに送って徳大寺を助ける。レターが朝礼で読み上げられたのを聞いた奈津子は自分もレターを貰おうと客に付きまとい、自分の名前を連呼するが、客からは奈津子のせいで妻に浮気がばれたとクレームの手紙が届き、奈津子は落ち込む。立花は徳大寺にレターを書いたのは自分だと打ち明け、奈津子を慰める。だが東堂たちは立花の偽レターを知った上で徳大寺のため朝礼で読み上げていたのだった。徳大寺も奈津子も元気を取り戻す。 |                                                                                     |                             |                   |          |
| 第5話 | 写真集モデル事件                                                                    | 1995年5月11日               | 横田与志          | 瀬川昌治 |
| ロビーにヌードグラビアの雑誌が放置されていたとクレームが入る。カメラマンの佐々木竜二がスイートに泊まる。ベルの奈津子は佐々木にモデルに誘われ、仕事が手につかなくなる。佐々木はモデルの森川理恵を呼びつけ許可なくホテル内で撮影を始める。赤川たちは問題視するが、東堂は佐々木の高校の同級生で、他の客の迷惑にならないなら手を出すなと言う。森川は佐々木から50万円でヌードになるよう迫られる。森川の恋人浩一が駆けつけ森川を止めるが、森川は浩一にバイトせず司法試験に集中してほしいと言い、追い返す。終業後、佐々木の部屋に向かった奈津子を赤川と立花が止め、佐々木の部屋に入るともぬけの殻。赤川たちは宴会場で森川のヌードを撮る佐々木を発見。浩一を見て森川は泣き出し撮影は中断。赤川は2人を別の部屋に一泊させる。翌朝、森川と浩一は50万円の小切手を佐々木に返し司法試験挑戦を約束してプラトンを出る。佐々木は東堂の鼻を明かしてやろうとしたと告白し、森川のフィルムと小切手を2人に渡すよう赤川に託す。佐々木は赤川たちの集合写真を撮る。 |                                                                                     |                             |                   |          |
| 第6話 | 約束!!                                                                              | 1995年5月18日               | 小木曽豊斗        | 瀬川昌治 |
| 二日酔いの赤川。小3の篠田美穂とその母親がプラトンにやってくる。母子はドクターの神保の知り合いだった。酔いざましにテニスを楽しむ赤川たちのもとに美穂が現れる。赤川は美穂とテニスするが、美穂は心臓病を抱えており、発作で倒れる。幸い大事には至らなかったが、赤川たちは慎重に気を遣う。美穂の母親から隣の部屋の騒音の苦情が入る。その部屋には静岡から上京してコンテスト出場を控えた若者5人組がいた。赤川は美穂が手術を控えていることを説明し、部屋でのダンス練習をやめてもらう。翌日、神保の付き添いで美穂と母親が大学病院を受診。外で練習する5人を見かねた赤川は高木に宴会場や会議室での練習を許可してもらう。病院から戻った美穂は手術を拒否し暴れる。赤川は花壇の花を見せて美穂を励ます。翌日、美穂と母親は手術前の約束で遊園地に行く。その間に花壇の花が植え替えられ、花が捨てられる。美穂は「絶対手術しない」と怒る。レストランでは美味しくないと皿をひっくり返し、中島を怒らせる。ダンスの練習用のラジカセとカセットテープも壊される。高木が修理するが、美穂が犯人と判明。拗ねる美穂に赤川は彼らが5回目の挑戦だと説得。美穂は一人でタクシーに乗りコンテスト会場へ行く。赤川たちも追いかけ、ダンスチームを観覧。チームは落選したものの美穂は機嫌を直し手術を受けると約束。翌日、美穂は大学病院に入院する。 |                                                                                     |                             |                   |          |
| 第7話 | お客様は逃亡者!?                                                                    | 1995年5月25日               | 酒井あきよし      | 中村金太 |
| あやしい言動、態度の客・松本清一を立花は逃亡犯と疑う。彼を追って取り抑えようとする男たちを刑事と思いこんだ赤川と立花は割って入るが、松本は原稿が進まない小説家・早坂次郎だった。早坂は東堂とプラトンに同期入社したあと、小説家に転じていた。奈津子が本屋で知り合った青年・荒木功に早坂の話を漏らすと、翌日荒木が自作の原稿を持ってプラトンに押し掛けるが、早坂は追い返す。従業員たちの発案でルームサービスのコーヒーと共に荒木の原稿を差し入れる。ロビーで早坂の感想をまつ荒木は疲労で倒れ、医務室で一夜を過ごすことになる。だが早坂が原稿を読まずくずかごに捨てたことが判明。赤川たち従業員は早坂に荒木の原稿を読んでほしいと懇願。それを見た荒木は、自分は早坂の弟子で早坂がホテルマンの反応を見るための狂言だったことを告白。東堂は早坂が退職する時贈られた万年筆を見せ、初心を取り戻せるようにと早坂に万年筆を渡す。改心した早坂は荒木とホテルを立つ。後日発売された早坂の小説「ホテル物語」にはプラトン従業員をモデルにした人物が登場し、赤川たちは喜ぶ。 |                                                                                     |                             |                   |          |
| 第8話 | ハンバーガー事件                                                                    | 1995年6月1日                | 酒井あきよし      | 中村金太 |
| 立花はひょんなことからハンバーガーショップの店員保坂恵美と親しくなる。プラトンで月1回密会しているサッカー選手の江崎隆一と女優の川島麻里子の交際が週刊誌で報じられる。ホテル志望の恵美は見学を兼ねてプラトンに宿泊し、立花はホテル内を案内する。江崎と川島もプラトン従業員に守られて宿泊。その夜、赤川たちは恵美の入社前歓迎会と称して彼女と飲みに行くが、恵美は店内であやしげな男に呼び出される。男は保坂がモデル時代いかがわしい写真を撮影していて、写真をネタに江崎と川島の部屋番号を教えろと脅す。ホテルに戻った恵美は昼間案内されたコンピューターオフィスに入り江崎の部屋番号を調べて男に教える。男はカメラを持って部屋に突撃するが、そこには赤川と立花が待っていた。恵美の話を立ち聞きした赤川はコンピューターの部屋番号を変更していた。赤川と立花は恵美の過去で脅すのはやめるよう説得。翌日、マスコミがプラトンに押し掛けるが江崎と川島は婚約を宣言、プラトン従業員から大事なことを教わったとコメントする。男は恵美の写真とネガを彼女に渡してほしいと赤川に預けてプラトンを去る。恵美もホテルを目指すことを約束してプラトンを立つ。 |                                                                                     |                             |                   |          |
| 第9話 | 車椅子の幽霊!?                                                                      | 1995年6月8日                | 今井詔二          | 瀬川昌治 |
| プラトンのスープの缶詰開発の依頼があり、料理長の中島は乗り気だが徳大寺は反対する。和歌山の山林王・並村龍三とその妻がチェックイン。龍三は車椅子に乗ったが、北山と立花は龍三が死んでいると赤川に報告。隣の部屋の客からお経が聞こえると苦情があり、赤川が見に行くと龍三は死装束で冷たくなっており、並村夫人は夫がホテルに着いてすぐ亡くなったという。東堂は警察を呼ばず、娘の並村洋子に連絡。洋子の身内だという石谷がやってきてホテルで通夜をやれと言う。赤川が龍三の部屋に行くと死んだはずの龍三が動き出し赤川は驚く。並村夫妻は娘と石谷を引き離すための狂言だったと告白。夫妻から懇願された赤川は遺失物の袈裟を着て僧侶になりすまし通夜のふりをする。中島はスープ缶詰の試作品を従業員に配る。仕事を終えた洋子が到着すると並村夫人は龍三が財産のほとんどを寄付してしまったと嘘をつく。石谷は態度を変え、洋子を見捨てる。両親に騙されたと知った洋子は激怒してホテルを飛び出す。赤川は洋子を追いかけ説得、紀子は龍三の好物のコンソメスープの缶詰を洋子に渡す。赤川は高木と東堂から厳しく叱られ、3か月5パーセントの減給処分を受ける。並村夫妻は娘をあきらめチェックアウトするが、赤川は土産にスープ缶詰を渡す。そこへ洋子が迎えにくる。洋子はスープが美味しくて自分は「お父さんの娘だ」と語り親子は和解する。 |                                                                                     |                             |                   |          |
| 第10話 | お猿様ご宿泊中!?                                                                    | 1995年6月15日               | 横田与志          | 瀬川昌治 |
| 東堂がファミリーで楽しめるディナーショーを発案、赤川たちのアイデアで猿回しの次郎くんのショーが行われることになった。「寿司岩」の女将の小森が宿泊し、赤川は休日出勤して女将の部屋を訪ねる。女将は赤川と一緒になると言って家を出たという。妻を追ってきた夫の小森がプラトンで倒れ、従業員の間でも赤川の不倫が噂になる。店の経営を巡って不仲になった小森夫妻を仲直りさせるため、中島が赤川を女将に近づけたという事情があった。赤川は女将と抱き合っているところを小森に見せつける。予想に反して小森は逆上し、「ディナーショーを滅茶苦茶にする！」と怒鳴る。小森は次郎くんの控室に侵入し、ジュースに鎮静剤を混ぜる。中島の仲裁で小森夫妻の誤解は解けたが、次郎くんは薬のせいで翌日になっても容態は優れない。動物嫌いの中島は朝鮮人参入りのおかゆを作るが効果はなかった。本番直前、東堂のアドバイスで神保が生きた蝉を持ち込み、それを見た次郎くんは興奮して元気を取り戻す。小森夫妻は次郎くんのショーを見て夫婦の絆を取り戻した。 |                                                                                     |                             |                   |          |
| 第11話 第12話 | 一平ゴマスリ旅行 ゴマスリ後遺症!?                                                   | 1995年6月22日 1995年6月29日 | 横田与志 佐藤純彌 | 佐藤純彌 |
| 紀子が提案したプラトン・日本航空アイ・ハワイのグランドワイレアリゾートホテルの3社提携プランが採用され、プラトングループ総帥の神谷兼吉会長がマウイ島での調印式に出席することになった。赤川は会長に随行するよう命じられるが、会長は足を骨折。息子で副会長の辰彦が代理出席することになった。女好きの辰彦は行く先々でナンパを繰り返し、赤川を悩ませる。赤川を買い物に行かせた辰彦はホテル内で知りあったケティという女性を部屋に連れ込むが、ケティは突然機嫌を損ね、辰彦を部屋から閉め出す。赤川は買ってきた高級ブランドのバッグをケティに渡して帰ってもらう。ケティは情夫のジョイがホテルに採用されなかったのを恨み、翌日再び辰彦に近づく。そこへジョイが踏み込みケティは女房だと騒ぐ。美人局にかかった辰彦を見た赤川は、ケティを金で買おうとしたのは自分だと辰彦を庇う。ケティは改心しジョイと去るが、ワイレアホテルのマネージャーのマクガイアは、日本のプラトンに赤川が問題をおこしたと報告する（ここまで第11話）。 辰彦はハワイに来ていた由香里に手を出そうとして赤川をあわてさせる。赤川はかつてプラトンでウェイトレスのバイトをしていた由香里に片思いしていたが、由香里は留学生のピーターと交際していた。帰国するピーターは由香里にプロポーズし、ハワイでの再会を約束していた。だが由香里の前にあらわれたピーターの父親エドはピーターがロスで殺人容疑で逮捕されたと告げる。傷心の由香里に辰彦は弁護士代を出すと言い、ホエールウォッチングに誘って、一夜を共にするよう口説く。赤川は怒りの余り辰彦を殴ってしまう。提携がダメになったと思った赤川は退職届を書くが、辰彦からグランドホテルが感銘したと改めて提携の申し出があったと聞かされる。翌日、無事調印式が終了。真犯人が見つかりピーターが釈放される。由香里とピーターは日航イリカイホテルのチャペルで結婚式を挙げる。赤川たちが帰国後、会長夫妻がプラトンをたずねるが、東堂から赤川が辰彦を殴ったと聞いた会長夫人は卒倒する（第12話）。 |                                                                                     |                             |                   |          |
| 第13話 | 女子高生修学旅行                                                                    | 1995年7月6日                | 酒井あきよし      | 小山幹夫 |
| プラトンに九州の名門女子校の教員が修学旅行の下見に来ることになり、赤川たちは気を引き締める。終業後、立花と北山は外国人に絡まれているリカとマリ子を助ける。盛岡から結婚相手を探しにきたという二人は立花と北山にしつこく付きまとう。翌日、プラトンに女子校の教頭の藤田が宿泊。赤川が案内役を務める。そこへリカとマリ子も宿泊。二人は立花と北山に声をかけ、赤川をもターゲットにする。その夜、コンビニで買った酒やツマミを持ち込み、パーティをするリカたちの部屋に立花と北山が訪ねてくる。帰郷する日が迫っている二人のために立花と北山はパーティに付き合うが、隣の部屋の藤田は赤川に騒音と規律の悪さを訴え、ここを生徒の宿泊先に出来ないと激怒する。だが翌日、藤田は一転してプラトンを宿泊先に決めたと言う。女子校の校長は、昔第一志望校に落ちた女生徒がプラトンの東堂というフロントクラークに励まされ、勉強を教えられ見事第二志望校に合格した話からプラトンを選び、教頭も客に寄り添うプラトンの姿勢に感心したと述べる。その後、従業員食堂でリカとマリ子のお別れパーティが開かれる。 |                                                                                     |                             |                   |          |
| 第14話 | いじ悪奥様ご宿泊                                                                    | 1995年7月13日               | 今井詔二          | 瀬川昌治 |
| 高木マネージャーは風邪を引いて体調不良のルームメイド亜紀を叱り、自分でベッドメイクをやってみせる。プラトンに赤川たちの知り合いの平岡、高木の知り合いの森泉が宿泊。森泉は同じ服を着ていた平岡や従業員たちをいびり、赤川たちを悩ませるが、高木は森泉を庇う。家庭で不満を抱える森泉は高木を呼び出しわがままを言うが、高木は断る。森泉はラウンジで泥酔して高木たちに部屋に運ばれるが、翌朝ダイヤの指輪を無くしたと騒ぎ出す。高木はロスでベルマンを勤めていたころ、客と目を合わせられない癖を常連の森泉のアドバイスで克服した恩義があり、指輪を探しはじめる。立花たちは森泉と高木への不満を口にするが、亜紀は高木が車で迎えに来てくれたと話し、従業員総出で指輪を探す。指輪は見つからず、森泉は嫌みを言いながらチェックアウトに向かうが、平岡が大量の小銭で支払いをしようとしているのをひっくり返す。赤川は森泉に食ってかかり、平岡が従業員行きつけのおでん屋の女将で女手ひとつで育てている子供たちがこづかいを貯めてプラトンに泊めてくれた、小銭のひとつひとつが「ありがとう」なのだと捲し立てる。森泉は落とした小銭拾いを手伝い、平岡や赤川たちに謝罪する。指輪も隠し持っていたことを告白するが、赤川たちは紛失騒動はなかったことにして森泉を送り出す。 |                                                                                     |                             |                   |          |
| 第15話 | 女サギ師御宿泊中                                                                    | 1995年7月20日               | 佐伯俊道          | 和泉聖治 |
| 週刊誌のグラビアをベルマン北山が飾る。だが北山はあまり良いことがないとぼやく。北山は夜道で出会った男に運が良くないと言われ「先生」がプラトンに泊まると教えられる。翌日、プラトンで小学校受験塾「プラタナスの会」が開かれ親子連れが集まる。ベールで顔を隠した黒木ミサがチェックイン。神保は彼女に見覚えがあった。その後昨日の男が黒木を訪ねてくる。北山は荷物と一緒に黒木の部屋に入る。黒木は北山の先祖を霊視。信じた北山は体調不良になる。北山は黒木の部屋でお祓いを受け勾玉を授けられ寄付を求められる。北山はパチンコで大当たりし、従業員たちは北山に勾玉を求め寄付金を出すが、これは西田に買収されたパチンコ屋店員の仕業だった。従業員から金を集めた西田は、及び腰の黒木を脅し、プラタナスの会の母親の加山を誘い込み、200万円を騙しとる。勾玉がただのガラスと判明し、北山は西田を追うが逃げられる。神保は過去に手相占い師だった黒木にハウスドクターになる後押しをしてもらったと黒木に礼を言う。黒木は改心し、200万円を返してプラトンを去るが、入れ違いに加山が子供の模試の成績が上がったと報告にくる。料理長の中島は勾玉を手に西田が詐欺で逮捕されたと言いあてる。 |                                                                                     |                             |                   |          |
| 第16話 第17話 | 謎の天才料理人!? 超鉄人!料理対決                                                    | 1995年7月27日 1995年8月3日  | 眞木勲            | 瀬川昌治 |
| グルメ評論家の中谷丈司がプラトンを取材に来ることになり、評論家嫌いの中島もしぶしぶ承諾する。当日、中谷は女性2人を連れてプラトンに現れる。中島はホテル中を案内させて中谷を空腹にさせることで料理を高評価させることに成功。後日、赤川は中島たちとハウステンボスに料理研修に出張。飛行機で同じくハウステンボスに行く中谷と乗り合わせる。赤川はホテルヨーロッパに勤める旧友の高槻理恵と再会。中谷はプラトンとホテルヨーロッパの料理対決を企画する。理恵は料理長の和田の弟子の坂井と交際していた。プラトンでは常連のフランス人ジャーナリストのマルタンを迎えることになり、中島の不在に悩む。プラトンは中島を呼び戻そうとするが、弟子を育てなかったことを痛感した中島は従業員食堂の神田を代理にする。神田は一流の料理人だが、結婚問題で料理界を追放された過去があり、中島は立ち直ってほしいと語る。神田は拒否するが東堂たちの説得で引き受ける。マルタンはつぶし鴨のソースで神田に気付き彼を絶賛する（ここまで第16話）。 中谷はテレビ局を入れ、ホテルヨーロッパの坂井とプラトンの中島の料理対決の企画をまとめる。かつて中谷は坂井と同じレストランで修行していたが、下積みに耐えかねシェフを辞めて評論家に転身していた。理恵は中谷が坂井をつぶそうとしていると憂う。料理対決はアスパラガスをテーマにスタート。結果は中島が勝利。中谷は坂井の料理を酷評するが、中島は坂井と料理を取り替えて出したとばらし、中谷に味を忘れたのかと激怒する。翌朝、赤川は中谷に坂井が浜で作った魚の味噌汁を持ってくる。それは坂井の子供のころの思い出の味だった。食べ終えた中谷は赤川に坂井に礼を言ってくれと頭を下げる。赤川たちが東京に帰る日、理恵は坂井と結婚すると報告する（第17話）。 |                                                                                     |                             |                   |          |
| 第18話 | わんわん夏物語                                                                      | 1995年8月10日               |                   |          |
| ホテルにペットを持ち込みたがる客が問題になる。赤川たちはペットショップに相談するが徒労に終わる。プラトン大株主の長田夫人と息子の学が宿泊。学はハムスターを部屋に持ち込む。女性客の相沢がチェックインするが赤川と紀子にはどこかで見覚えがあった。案内した立花は相沢の荷物が動いているのを目撃。相沢はルームサービスでステーキ5枚を注文。ステーキを届けた達夫が失神し、赤川は相沢の部屋でパグ犬を発見。相沢はハムスターの持ち込みは許されていると反発する。東堂は犬はパッケージルーム、ハムスターはオフィスで預かることを提案。だが学のハムスターが脱走。隣の相沢の部屋を調べると、相沢は犬を捨てて逃げていた。赤川はハムスターが犬に食べられたのではと危惧。長田母子は逆上するが、厨房でハムスターが見つかる。赤川は相沢を見かけたペットショップで、美容師の相沢が結婚するため犬を捨てたと聞く。相沢から婚約者が犬嫌いと聞いた赤川は、やむなく犬を保健所に引き渡すが、そこへ相沢と婚約者が駆けつけ犬を引き取る。 |                                                                                     |                             |                   |          |
| 第19話 | 奇妙な夏の出来事                                                                    | 1995年8月17日               | 横田与志 佐藤純彌 | 佐藤純彌 |
| 赤川と立花が卒業したセントパウロ大学観光学科のOB会が沖縄のホテル日航アリビラで開催する。幹事を勤める赤川は東堂の口利きで環太平洋ホテル協会会長のロビン・シンプソンを講演に呼ぶ。アリビラで赤川は後輩の矢島みゆきと再会するが、ロビン会長は手厳しい。その夜、みゆきは人材バンクの神野和彦にバーに呼び出され、ニューヨーク総支配人秘書に推薦したと言われる。神野はみゆきの亡き父が生きているとも言うが、赤川たちに引き離される。翌日、赤川たちとシンプソン夫人は、彼がみゆきのコインペンダントの半分を身に付けていることに気付き、二人は父娘ではないかと疑う。夜、OB会でシンプソンが講演を始めるが、神野が乱入し、ホテルを経営していた父娘がシンプソンに騙され自殺に追い込まれたと暴露。さらにみゆきについても問うが、シンプソンは知らないと答える。乱闘になったシンプソンは手に大怪我をする。輸血が必要になったがRHマイナスAB型という珍しい血液型ですぐに血液を用意できない。シンプソン夫人は赤川にみゆきの血液型を調べてほしいと懇願。みゆきは泣いて拒絶するが、赤川に説得され輸血に協力する。数日後、帰国するシンプソンはみゆきに娘として米国に来ないかと誘うが、みゆきは父はベトナムで死んだと答え、シンプソン夫妻を送り出す。その後プラトンにみゆきからお礼のFAXが届く。赤川と立花はみゆきから送られた土産と共に東京に戻る。 |                                                                                     |                             |                   |          |
| 第20話 | 極道の嫁入門講座                                                                    | 1995年8月24日               | 横田与志          | 中村金太 |
| 紀子は奈津子と一緒に通勤電車内で痴漢を捕まえ交番に引き渡す。プラトンにヤクザ風の竹内が痴漢の男を連れてチェックイン。竹内は部屋に紀子を呼び出す。赤川が紀子に付き添うが赤川は追い出される。紀子は竹内から痴漢の男は無実だと言われる。竹内は大量の材料を持ち込み、紀子に部屋で鉄板焼をしろと命令。心配した奈津子と亜紀が迎えに行くが、酒をすすめられ逃げられない。赤川がサービス料を請求すると竹内は怒って支払いを拒否する。紀子は自腹でサービス料を支払うと言うが東堂にたしなめられる。翌日、竹内は紀子を食事に誘う。赤川と紀子は断りに行く。竹内は赤川と腕相撲で勝負して勝ったら紀子を女房にするという。勝負の結果赤川が勝利するが竹内は高血圧で倒れる。中島は竹内が元十両の大滝山と気づく。痴漢の男は竹内の息子でCA時代の紀子に一目惚れして、父親の大滝山が二人を引き合わせようとしたのだった。中島は従業員たちか用意したちゃんこ鍋を大滝山にふるまい、「夢を壊さないでほしい」と説得する。翌日、父と息子はチェックアウト。ちゃんこ鍋を従業員のサービスだと聞いた竹内は、「経営する民宿に客が来ないので女将が欲しかったが、サービスの勉強になった」と話し、プラトンを立つ。 |                                                                                     |                             |                   |          |
| 第21話 | 夏・女教師の体験                                                                    | 1995年8月31日               | 眞木勲            | 佐藤純彌 |
| 夏休みシーズン、赤川の同級生で進学塾の講師になった佐々木友利が中学受験する生徒を引率してプラトンで1週間合宿を行う。おとなしそうな男子生徒たちはベルマンたちにいたずらをして赤川に苦情か出る。厳しい授業を行う佐々木に対して、ついに生徒たちは朝のランニングの途中で座り込み、合宿をボイコットする。赤川たちはテントを立て、野外でキャンプを呼び掛けると生徒たちは喜んで参加する。佐々木は自らを振り返り、生徒の輪の中に入る。翌日から生徒たちは勉強に戻る。受験戦争を案じた東堂は大原社長にプラトンの入社試験から学歴をはずしたいと提案する。 |                                                                                     |                             |                   |          |
| 第22話 | 女たちの戦争                                                                        | 1995年9月7日                | 今井詔二          | 瀬川昌治 |
| スランプで失敗続きの紀子は神経性胃炎で倒れ、医務室の世話になる。神保は紀子を北海道のゴルフ場「クイーンズランド」に誘う。紀子は常連客の島村が他の客の鞄から財布を盗んだのを目撃し、島村に注意する。しかし盗まれた財布は持ち主の鞄の中にあり、元から金は入っていなかった。島村から叱責された紀子は落ち込み、仕事にむいていないのではと漏らす。有休を取った紀子たちは北海道へ。クイーンズランドには紀子の友人で、プロを目指す研修生荻野はるかがいた。以前プロテストに落ちたはるかはプラトンの紀子を訪ねたが、忙しい紀子ははるかと話せず仕舞いになっていた。紀子ははるかに謝るが、はるかは冷たい。仕事を辞めたいという紀子に、神保はプラトンのイメージを回復してから辞めてと突き放す。プラトンでは紀子のためにみんなで島村を見張り、ついに窃盗を現行犯で押さえる。島村が仲人を務めた夫婦が庇い、島村は泣いて罪を認める。東堂は紀子に優しくする余りお客様に非人間的な扱いをしたと赤川たちを叱る。北海道から紀子がプラトンに電話をかけてきて、自信がなくなったと言う。紀子のため、赤川は一計を案じる。はるかは紀子を呼び出し、プロとして働いてる紀子が羨ましかった。ホテルを辞めずライバルでいてほしいと語る。クラブハウスに戻るとプラトンから大量のFAXが届いていた。従業員たちがそれぞれの失敗談を書き、紀子に辞めないでと呼び掛けていた。紀子はプラトンに勤めてよかったと涙ぐむ。翌日、紀子たちはゴルフを楽しみ、東京に戻る。 |                                                                                     |                             |                   |          |
| 第23話 | 11歳の新婚さん!?                                                                    | 1995年9月14日               | 今井詔二          | 瀬川昌治 |
| 奈津子は徳大寺に惚れ込み好意を隠さなくなり、周囲とギクシャク。フロントに11歳の外国人少女エミリー・オブライエンと日本人少年の光が宿泊に来る。エミリーは光を母親違いの弟と説明するが、赤川たちは駆け落ちではないかと疑う。エミリーのクラスメイトたちがプラトンを訪ねてくる。エミリーは明日ロンドンに引っ越すのでお別れを言いに来たという。光もエミリーのクラスメイトだった。赤川は光の連絡先を聞き出し、両親に連絡。光は迎えに来た両親が連れ帰る。赤川はエミリーから両親が離婚した辛い話を聞く。そこへ車から飛びだした光が戻ってくる。赤川は二人に1時間だけ時間をあげようと決意。光の両親がプラトンに戻ってくるが、赤川は口を割らない。1時間後、チャペルで過ごしたエミリーと光を赤川たちが迎えに行く。光の母親は怒り心頭だが、父親は光がエミリーとホテルに泊まることを許す。従業員たちはエミリーの送別会を開く。翌朝、チェックアウトする二人に赤川は10年後の予約をすすめ、二人はプラトンを10年後に予約する。奈津子も幼い恋心から卒業する。 |                                                                                     |                             |                   |          |
| 第24話 | 夫婦は鰻と梅干し                                                                    | 1995年9月21日               |                   | 和泉聖治 |
| 奈津子はプラカードで客を呼び出す「ページング」に失敗し、女性客から就職先を失ったと厳しくクレームを入れられる。5年前プラトンで結婚式を挙げた舟木夫妻が赤川に離婚披露宴を依頼。従業員たちには不評だったが、赤川はビジネスと割り切り会場を押さえる。舟木夫人が妊娠していることが判明。実は別れたくないという夫人のため、従業員たちは5年前の料理やサービスを再現するが、二人の溝は埋まらない。赤川と神保のとりなしで夫人は妊娠を打ち明けやり直したいと告白。舟木も反省し二人は離婚披露宴をキャンセルする。奈津子に怒った女性客が就職した会社の上司とプラトンを訪れる。東堂が直々に謝ったことで就職先が決まり、プラトンに内定者懇談会を開く打ち合わせに来たとのことで、奈津子にも笑顔が戻る。 |                                                                                     |                             |                   |          |
| 最終話 | 創立25周年目の大事件 ホテルスペシャル'95秋 姉さんパニックです!!創立25周年目の大事件 | 1995年9月28日               |                   |          |
| プラトン創立25周年パーティに向け赤川たちは大忙し。休日の立花が女性客クリスチーヌと親しくなりホテルの部屋に入ったことが赤川は気にかかる。パーティの招待状が発送されるが、元バンケットマネージャーの郷田宛てのものが宛先不明で戻ってくる。東堂は郷田抜きでの25周年は考えられないという。クリスがホテル代や高額ショッピング代を踏み倒して逃走。赤川と立花は口論の末殴り合いになる。東堂は二人の償いとしてロサンゼルスで郷田を探すことを命じる。赤川と立花はロスの名門ホテルビルモアに宿泊するが、ロビーでいきつけの寿司屋の小島が金のやり取りをしているのを見かける。赤川と立花は郷田がいるという安ホテルを訪ねるが、泥酔して暴れる、偽ドラッグを売るなど評判は悪い。一方プラトンにはクリスがやってきて料金の代わりに働きたいという。彼女に見覚えがあった東堂はルームメイドに雇う。赤川たちはリトルトーキョーを捜索中、憔悴した小島を介抱する。小島はスシバー開店をジミーという男に持ちかけられ2万2千ドルを騙し取られたという。そこへ中島が現れる。中島は創立パーティに創立当時のメニュー「鴨のローストオレンジソースプラトン風」を再現するため当時の料理長の息子を探しにきていた。赤川たち4人は郷田と料理長息子を探して治安の悪い地域に迷い込み、現地の若者に絡まれるが、郷田に助けられる。赤川は東京に来てほしいと頼むが、郷田は明日までに5万ドルを要求。一夜で金を作るため小島は闇カジノに誘うが、4人とも失敗。その帰り、小島はジミーを見つける。小島は腹をナイフで刺されるが、幸い命を取り留める。プラトンではクリスの入った部屋から苦情が殺到。クリスは東堂が自分の父親で、ホテルマン時代に母親を騙したと暴露。東堂はクリスのために部屋を取るが、クリスはパーティを滅茶苦茶にすると宣言した。 中島は料理長の息子を探しあて、鴨のローストを作ってもらうが何か足りないという。中島は郷田に試食してヒントをもらおうと頼む。料理を食べた郷田は隠し味に醤油を使えとアドバイスする。赤川は再度パーティに誘うが、郷田はプラトンを裏切ったので行きたくないという。23年前、郷田は女性客に恋して踏み倒しを見逃したのを東堂に責められ、女のあとを追ったという。中島からクリスが騒動を起こしていると聞いた郷田は一転して東京行きを承諾。郷田は東堂と対面すると、クリスは東堂を父親と思いこんでいるが、自分が父親と名乗り出られないという。東堂はクリスに傷つけられた信用を取り戻すため、郷田に25周年のバンケットマネージャーを命じる。郷田は23年前のことを語る。ケイトと恋に落ちた郷田はロスに渡りクリスをもうけたが、ケイトは乳ガンで死去。郷田は酒とドラッグに溺れ人を刺して刑務所に入り、2歳のクリスは二度と会わないという約束でケイトの父親に引き取ってもらっていた。このため父親と名乗り出ることはできないという。 赤川と立花は正装した郷田をクリスに会わせ、クリスの父親は東堂ではないと証言させる。クリスは「コンドルは飛んでいく」のテープを聞かせこの曲を子守唄に歌ってくれた男に覚えがあるという。だが郷田は始めて聞いたとシラを切る。立花はクリスを愛しているが何もできないと苦しむ。翌日からパーティの準備が始まるが、郷田は酒をやめられず醜態を晒す。赤川たちは郷田に仕事は無理と進言するが、東堂は郷田からプロのサービスは「ALWAYS」と教えられた話をする。従業員たちは郷田から酒を遠ざける。隠れて酒を飲もうとする郷田を小島夫妻が励ます。25周年パーティ当日、郷田は酒をやめ、鴨のローストも完成する。だがクリスがホテルを出る。赤川は郷田は酒と戦っている、パーティに来てほしいと頼む。パーティでは大原社長のスピーチの最中、郷田が酒を飲んで荒れはじめ、東堂に殴り倒される。そこへクリスが駆けつけ、「しっかりしてお父さん」と説得。郷田は正気に戻り、会場に謝罪する。招待客も社長も笑顔で「これがプラトン」と受け入れる。翌日、改心したクリスと郷田はホテルを去る。傷心の立花にクリスは再会を約束する。 |                                                                                     |                             |                   |          |

### 映像ソフト化
- （日本語）『HOTEL シーズン4 前編 DVD-BOX』（DVD）ポニーキャニオン、2008年7月2日、該当時間: 9時間。
- （日本語）『HOTEL シーズン4 後編 DVD-BOX』（DVD）ポニーキャニオン、2008年8月6日、該当時間: 9時間。

## スペシャル1996
- 96新春より新制服となる。
- 96冬から宝生が新従業員となる。

### ゲスト
スペシャル'96新春
- オリビア：ジャネル・バラディー
- 黒田アーサー
- 今井雅之

スペシャル'96冬
- 小林桂樹
- 渡辺えり子

### エピソードリスト
| 話数              | エピソードタイトル    | 初回放送日     | 脚本              | 監督     |
| ----------------- | --------------------- | -------------- | ----------------- | -------- |
| スペシャル'96新春 | 姉さん覗かれてます    | 1996年1月4日   | 横田与志 今井詔二 | 瀬川昌治 |
|                   |                       |                |                   |          |
| スペシャル'96冬   | 姉さん!ビックリです!? | 1996年12月26日 | 眞木勲            | 瀬川昌治 |
|                   |                       |                |                   |          |

## シリーズ in ハワイ
- 1998年4月9日 - 6月18日放送。全11話。
- 連続シリーズとしては最後の作品。ハワイにあるプラトン系列ホテルの再建に東京プラトンから東堂、赤川、立花の3人が派遣される。ビル・スギタのより大胆なリストラ計画・人員削減が発動されるが、スギタ夫人によるスイートルーム貸切やリムジン送迎の費用などを会社経費で支払っていたことが判明。赤川と東堂からスイートルームを一般開放し宿泊回転率を上げる他、希望早期退職者を募り、送迎車の自己負担化などにより経営再建が可能と判断された。

### ゲスト
第1話
- - 近藤芳正
- - 田根楽子
- - 高月忠
- - 小形雄二
- - 雨宮塔子

第2話
- 岡島 - 藤岡琢也

第3話
- - ジェフ・ハイゼ

第4話
- 川口 - 黒田アーサー

プロゴルファー。片桐のライバルで彼の再起を願い、ハワイに押しかけてまでわざと挑発的な態度をとる。
- 片桐 - 四方堂亘

プロゴルファー。カズとアンが彼のファンであるが、スランプに悩まされている。
第5話
- 稲葉 - 寺泉憲

第6話
- 栄信 - 石立鉄男

托鉢。スキッパーでもある。
- 河田 - 橋本功
- 鈴木 - 丹波義隆

第7話
- ユウコ - 今村恵子
- 淳一 - 森岡弘一郎

第8話
- 桃山 - 坂上二郎
- 杉浦麻衣子 - 田中美奈子
- - 金子和

第9話・第10話
- 山中佐智子 - 小宮久美子

カズの母。
- - 斉藤洋介
- - 川嶋朋子
- - 亀山忍
- - 松本大
- - 長谷川初範
- - 星野マヤ

最終話
- ヒロ・黒岩 - 今井雅之
- - 岡まゆみ
- - 谷本小代子

### 主題歌
- Miju「カップルズ」[7]

### エピソードリスト
| 話数 | エピソードタイトル                                                                                                 | 初回放送日                 | 脚本       | 監督     |
| --- | --- | -------------------------- | ---------- | -------- |
| 第1話 | 姉さんハワイに転勤です!! HOTELスタートスペシャル 姉さんハワイに転勤です!!アメリカ式いじめで恐怖の連日です          | 1998年4月9日               | 西岡琢也   | 瀬川昌治 |
| 東堂マネージャーと共に赤川と立花もハワイのマンダリンプラトンに転勤する。だが赤川はホノルル空港で立花とはぐれた上、スーツケースや財布を置き引きされてしまう。赤川はとミヤザワと犯人の後を追う。ホテルでは大原社長と東堂、副支配人のビル・スギタが顔合わせ。立花も到着するがスギタは日本人のことをよく思わない様子。文無しの赤川はミヤザワの家に身を寄せる。翌朝、赤川はミヤザワの車でマンダリンに到着。ミヤザワはベルキャプテンで、スーツケースも無事見つかる。赤川と立花はスギタにホテルを案内されるが、東京プラトンとのやり方の違いに戸惑う。赤川はフロントのメアリーとキョウコがレストランに予約がないトラブルになっていた日本人客河原崎に無料チケットを渡して解決するが、スギタとフロントは客との応対が間違っているという。スイートに泊まった女性客はわざとコンタクトレンズを落として探させる嫌がらせをする。赤川が時間をかけて見つけるが、スギタは職場放棄だと始末書提出を命じる。女性客とスギタは親密な仲で二人で嫌がらせをしていた。翌日、ベルマンより早く客を案内した赤川はベルのミヤザワたちにチップを取るなと責められるが、東堂が仲裁する。大原は帰国。赤川は日本人団体客を迎えるためスタッフとミーティングをするが、スギタは全て赤川に聞けと責任を押し付ける。到着した河原崎の団体客はホテルの流儀を知らず、傍若無人に振る舞い、赤川は後始末で気が休まらない。スタッフたちは日本人客がチップをくれないと苦情を寄せる。スギタはベルのニシダを通じてプラトンを追い出すよう指示していた。赤川は日本語ができるスタッフに残業を頼むが断られる。赤川は泊まり込みで客の相手をする。翌朝、スギタはスタッフに残業させようとしたことを東堂に報告すると警告。スイートの客はスギタの妻で創業者の娘エミィ・スギタだった。スタッフの間で赤川の評価が少しずつ変わり始める。プール係の山中は日本人客から10ドルのチップを貰い、ベルへの異動を希望するが赤川はチップ目当てでは駄目と断る。ニシダは仕事中居眠りをして、日本人の少女小百合を溺れさせる事故を起こす。医師の説明がわからない赤川に代わって山中が通訳する。小百合の意識は戻り、赤川もほっとする。エミィは赤川たちを評価するが、GMに返り咲きたいスギタはプラトン組を敵視する。団体客を無事送り出した赤川は山中をベルに推薦すると約束する。 | |                            |            |          |
| 第2話 | 史上最低のお客様                                                                                                   | 1998年4月16日              | 西岡琢也   | 瀬川昌治 |
| 山中がベルに異動。FBIが偽札犯逮捕のためホテルに貼り込むが赤川たち上層部のみの秘密にする。日本人客岡崎のわがままで立花は偶然にも犯人の隣の部屋に岡崎を宿泊させる。岡崎はフロントのメアリーを気に入り、ベッドを布団に変えさせる。立花のミスでクルーズに行けなかった岡崎は怒って日本食を出せという。赤川から客に寄り添うサービスを指導されていたメアリーは日本食を手作りして岡崎に差し入れる。終業後、赤川たちはメアリーがバイトする日本食レストランを訪れる。翌日、岡崎はパイナップル缶詰工場の社長であることを明かし、メアリーにほれてレストランに通っている息子のためにメアリーに無理を言ったこと、息子の嫁になってほしいとメアリーに頼む。メアリーは試されたことに憤慨する。ついに偽札犯の部屋に取引相手が現れる。FBIは取引現場を押さえ部屋に踏み込むが、隣の部屋の岡崎が人質になってしまう。メアリーは自分が人質になると申し出て犯人の元に飛び込み、無事犯人は逮捕される。チェックアウトする岡崎はメアリーに再び縁談を持ちかけるが、メアリーは本土の大学進学を理由に断る。岡崎は日本直行便で東京プラトンを訪ねる。大原社長は岡崎の会社が社員研修でプラトンを使うことにしたと東堂に報告する。赤川は事件以来立花が欠勤しているのが気がかりになる。 | |                            |            |          |
| 第3話 | 謎だらけ盗難事件                                                                                                   | 1998年4月23日              | 横田与志   | 瀬川昌治 |
| 英語恐怖症で欠勤していた立花はメアリーの日本食で元気を取り戻す。赤川は増え続ける日本人客専用のデスクを設置し、日系4世のメアリーを担当にする。スギタは東堂に120名のリストラ案を突きつける。ニシダのリークで従業員たちは疑心暗鬼になる。スギタの知り合いのポール上院議員がホテルに宿泊。ニシダはポールが落とした財布をメアリーのデスクに入れ、メアリーに盗難の疑いがかかる。スギタはメアリーをリストラ候補に入れたと脅す。メアリーと親密になった立花は二人でポールの助手を買ってでて徹夜で働き、ポールの信頼を得るが、ポールは風邪を引く。スギタは立花が仕事を怠ったせいと責めるが、赤川は間違っていないと励ます。食欲がないポールのため、立花とメアリーはお粥と冷奴を作って差し入れ喜ばれる。ニシダはリストラを逃れるため盗難事件を仕組んだとスギタにすり寄るがスギタは恥を知れと激怒。午後、ポールは立花たちに礼を言ってホテルを立つ。赤川はレストランに和食メニューを取り入れようと提案するが、経営スリム化を図るスギタは不満を露にする。 | |                            |            |          |
| 第4話 | 奇人変人ご到着 | 1998年4月30日              | 横田与志   | 瀬川昌治 |
| 赤川は日本人観光客のためレストランで和食を出そうとするが、スギタは反対。チーフコックのイワシタも経験がないと拒否する。大原社長の紹介でスランプ中のプロゴルファー片桐裕作がマンダリンに泊まりにくることになったが、スギタは新チャンピオンの川口徹を優先するよう指示する。片桐が到着するが、マスコミを引き連れた川口から嘲笑され、部屋に引きこもってしまう。片桐ファンの山中はミヤザワと喧嘩になり、赤川に注意される。山中は片桐の部屋に押し掛けサインを断られるともう一度頑張ってほしいと励ます。その夜、片桐は思い出のあるハワイの料亭「隅田川」に赤川と出かけるが料亭は閉店しており板前の連絡先もわからない。いきつけの日本食レストランの女主人アンは板前はイワシタだと言う。赤川は片桐とイワシタを再会させるが、イワシタは和食は作らないと断る。翌日、山中と海で遊んだ片桐はゴルフ場で練習を始めるが失敗続きでホテルに帰ると川口にイヤミを言われる。赤川はイワシタに10年前と同じ和食で片桐を再起させたいと懇願するが、スギタは和食を作れば見捨てると脅す。悩んだイワシタは、翌日片桐の部屋に和食を届ける。片桐はゴルフの腕を取り戻す。翌日帰国する片桐に、川口は片桐から嘲笑されたのをきっかけにここまでこれたので 励まそうと同じことを言ったと打ち明け、片桐と握手を交わす。 | |                            |            |          |
| 第5話 | 天才とバカの関係                                                                                                   | 1998年5月7日               | 西岡琢也   | 瀬川昌治 |
| イワシタは二度と和食は作らないと言う。スギタの紹介でイワシタはホテルワイキキプラザの料理長にヘッドハンティングされる。メアリーは日本人客のためホノルル市内のおすすめ日本食レストラン地図を作る。エミィが料理評論家の稲葉隆浩をフロントを通さず宿泊させる。稲葉は日本では客の数に影響するほどの著名な辛口評論家。エミィも稲葉のレストラン評価を気にするが、スギタは日本人客が減ると歓迎する。ミヤザワは寝不足で稲葉のジムの予約を忘れるミスをする。イワシタはメアリーの地図に「どこの板前も必死だ」と激怒する。稲葉はフレンチディナーを絶賛し、厨房のイワシタに会いに行く。稲葉はイワシタを知っており、「名誉挽回に懐石料理を作ってほしい」と要望する。稲葉の評価が欲しいエミィと和食を出したくないスギタは対立。アンの調査で、イワシタの店「隅田川」は7年前稲葉に雑誌で酷評されて5年前閉店したことが判明。稲葉の前で欠伸して叱られたミヤザワは、妻が7人目の出産で入院しており、上の子の世話で寝不足になっていた。赤川はミヤザワに休暇を出す。イワシタは懐石料理を懇願する赤川たちと料理長の話を取り消すと脅すスギタとの板挟みとなる。翌日、イワシタは猛然と懐石料理を作り出す。料理を食べた稲葉はあんこうの肝に似せたフォアグラを誉めるが、それはイワシタがホノルルで苦労して探した本物のあんこうだった。イワシタはあんこうとフォアグラの違いがわからない稲葉に批評はしてほしくないと一喝。スギタは料理長の話は取り消し、このホテルからも解雇するとイワシタに言い渡すが、イワシタは胸のつかえが取れたと晴れ晴れとしていた。ミヤザワの妻が出産を終えて退院。東堂はスギタのリストラ計画を検討し、観光客増加が見込めるため人員整理は行わず、エミィが年中スイートを専有しリムジンを乗り回していることをやめてほしいと要望。さらにイワシタに和食メニューを作らせる計画と説明する。エミィは理解するが、スギタは立腹する。日本から稲葉が料理評論を止めてエッセイストになると発表したことが伝えられる。エミィは東堂にスギタを一人前のホテル経営者にしてほしいと頼む。 | |                            |            |          |
| 第6話 | タダで泊まる方法                                                                                                   | 1998年5月14日              | 小木曽豊斗 | 井坂聡   |
| 東堂たちによるホテル改革が着々と進むなか、汚職事件で証券会社を廃業に追い込み執行猶予中の鈴木三男がチェックイン。スギタは自殺を恐れ追い返そうとするが客を守る赤川と対立。ロビーにお経を唱える僧侶が出現。赤川たちは迷惑をかけていないと静観するが、僧侶・栄進は過労と栄養失調で倒れる。赤川は金を持っていないという栄進のため、東堂に頼んで従業員食堂を使うという条件で宿泊させる。一人で宿泊した川田は妻からホテルに酒を飲ませないよう電話がきていたが、栄進に「無理をしない」とアドバイスされた川田は大量の酒を飲み泥酔する。メアリーも栄進の言葉に影響され川田を介抱し部屋に立ち入るが、セクハラに遇う。栄進は悩む鈴木に声をかけ「過去に執着するな」と説く。翌日、川田はメアリーに謝罪を求め裁判を起こすと脅す。メアリーは謝りたくないと辞職を申し出る。立花や山中は栄進が余計なことを言ったせいと疑う。回復した栄進はホテルを出発するが、鈴木は礼を述べる。日本から川田の妻が駆けつけ、裁判の話を取り下げ謝罪する。1週間後、UG（問題客）として栄進の情報が回ってくる。栄進は各地のホテルで無銭飲食を繰り返していた。スギタは赤川を責めるが、東堂は栄進が鈴木を救ったことを評価し庇う。 | |                            |            |          |
| 第7話 | 消えた花嫁!? | 1998年5月21日              | 小木曽豊斗 | 井坂聡   |
| ダイビング目的でハワイに来てウェイターを勤める高木純一と日系4世の松下優子はホテルでの結婚式を控えていた。だがホテルの美容室のミスで髪を切りすぎた優子は結婚式を取り止めると言い出す。ハワイの松下ファーム令嬢の優子への失態にスギタは赤川に責任を押し付ける。純一の両親がホテルに到着するが、優子の意見は変わらない。東堂は優子には髪以外の理由があるのではと言う。優子の父親は娘の結婚に反対していた。赤川は、純一の両親と優子の父親を会わせるが、父親は優子を苦労した日系移民の男と結婚させたいという。純一の両親は純一に結婚をあきらめ一緒に帰国しようと説得。純一は荷物をまとめるが、その中に純一がコーヒーをこぼして汚した客のジャケットがあった。純一は初心を忘れないためジャケットを譲り受け、それを見ていた優子と付き合うきっかけになっていた。赤川はジャケットを優子の父親に見せ、純一がダイビングをしにきただけの軽薄な日本人ではないと訴える。翌日、純一は両親とホテルを立つが、メアリーは優子を説得し、空港へタクシーを飛ばす。空港で優子は純一と抱き合い1日遅れで結婚式を挙げることになった。赤川は東堂に結婚式に来ない父親の代わりに花嫁の介添人を頼む。だが式直前に優子の父親が現れる。優子と父親は腕を組み結婚式が挙げられる。その後、ホテルでは結婚ラッシュとなる。 | |                            |            |          |
| 第8話 | ストーカー宿泊中                                                                                                   | 1998年5月28日              | 横田与志   | 佐藤純彌 |
| 東京プラトン常連の建設会社社長の桃山がマンダリンを出てマウイに移る。東堂はメアリーと山中にマウイプリンスプラトンに客として宿泊する「ホテルマンステイ」を命じる。先輩のニシダは不満だが、スギタは東堂が赴任してからホテルにサンキューレターが次々届くようになり、東堂の手腕を認めざるを得ない。ワイキキプリンスプラトンのバーで泥酔したニシダは日本語サービス係の杉浦舞子に介抱してもらう。翌日、ニシダは再びワイキキプラトンを訪ねるが舞子は研修を終えてマウイプラトンに帰ったという。マウイプラトンに到着した山中とメアリーはホテルでニシダを見かける。ニシダは舞子デスクにしつこく電話をかけ食事に誘うが断られる。メアリーたちが声をかけると自分はスギタの味方と思われ、東堂に嫌われているという。桃山は釣り客からもらった鯛を刺身にしろと無理を言うが、舞子は特別に応じ、山中とメアリーもご相伴に預かる。赤川は日本から桃山の会社が倒産寸前との知らせを受け、支払いの小切手が不渡りになるかもしれないおそれが出てくる。スギタは警察に届けようとするが、赤川と立花は待ってほしいと懇願。ニシダは夜道を歩く舞子に付きまとい、桃山が止めに入るが殴り飛ばされる。ニシダは警察に連行される。翌日、赤川、立花、ミヤザワ、キョウコは休暇を申請して急ぎワイキキに飛ぶ。赤川は遺書を残して自殺しようとする桃山を必死で止めて説得する。舞子は鯛の刺身を用意して桃山に勧め、桃山を励ます。ニシダは釈放され、帰国する桃山に謝罪する。桃山は会社を立て直すまで支払いを待ってほしいと頼み、赤川が立て替える。スギタはストーカー事件を起こしたニシダに立腹するが、ニシダが書いた反省文を読んだ東堂はニシダを許す。 | |                            |            |          |
| 第9話 第10話 | 男を品定めする女 写真集の女の結末                                                                                  | 1998年6月4日 1998年6月11日 | 横田与志   | 佐藤純彌 |
| 赤川たちが赴任して3か月。プラトン流サービスが定着してきたところで、山中佐智子という女性がチェックイン。ベルマンの山中和人はなぜか彼女を避ける。佐智子はロビーを見回し誰かを探しているようだった。立花は彼女が有名カメラマン塚田幹彦の写真集のモデルだったことを思い出す。佐智子はハワイ島のハプナビーチプリンスプラトンのハウスキーパーだった。写真集を見た山中は激昂。佐智子はついに山中を名指しで呼び出し、母親であると名乗り出る。佐智子は夫を無くし女手ひとつで息子を育てたが、家に交際相手を連れ込んだところを見つかり、山中と絶縁状態になっていた。佐智子がチェックアウトする前日、赤川たちの説得で山中は母親と会うことを決めるが、翌日新婚カップルの男からクレームを入れられスギタに呼び出されて厳重注意される。佐智子はホテルを立つが山中はバスを追いかけ、母子はようやく再会。佐智子はカメラマンの塚田とハプナビーチで再婚すると打ち明ける。東堂はハプナビーチと従業員を交換研修に出すと発表し、一同は山中の母親の結婚式を見届けることになった。 ハプナビーチホテルに研修に来た一同。最高級スイートにコンピュータ会社社長のヤングが恋人のキャシーと宿泊。佐智子と再婚する塚田もチェックインする。100ドルもチップを渡す塚田に従業員たちもざわめく。塚田はメアリーをモデルに誘う。キャシーはプールに赤川を呼び出しサンオイルを塗らせるが、目撃したヤングからクレームが入り、スギタは厳しく叱る。塚田と佐智子は山中を食事に誘うが、山中は用事があると断る。山中は佐智子の同僚のボブに会い、かつて佐智子が家に連れ込んだことを責めたことを謝る。ヤングのスイートの金庫からコンピューターディスクが無くなる。部屋に入った佐智子と暗号設定の場にいた赤川が訴える。スギタは旧知の塚田にも知らせ、結婚を取り止めることを勧める。塚田はスギタに従おうとするが、ボブが彼女は盗んでないと食ってかかる。赤川たちは夜間外出したキャシーか産業スパイにディスクを渡しているのを取り押さえる。結婚式の日、大原社長が介添人として出席するが、佐智子はボブと結婚する。 | |                            |            |          |
| 最終話 | ホテルマンの復讐 HOTEL最終回スペシャル ホテルマンの復讐!!金と地位を差し上げます…謎の男の不気味な誘惑にさぁー大変!? | 1998年6月18日              | 西岡琢也   | 瀬川昌治 |
| 東堂の発案で始まったファミリーステイを利用してミヤザワの妻アグネスと子のラリーとジェシカがやってくる。ミヤザワは客のヒロ・黒岩の荷物を取り違えノートパソコンを紛失。クレームを言われたところへ、ミヤザワの子たちが客を責めたため、赤川は平謝り、スギタは制度を辞めるべきと進言。スギタは黒岩の部屋に呼び出される。黒岩は元マンダリンのホテルマンで2か月後にオープンする「ホテルメリッツワイキキ」の副支配人に任命されており、スギタに宣戦布告する。ミヤザワは家族との夕食を後回しにしてパソコンを探し、スイートに宿泊する緑川のパソコンと取り違えられていることが判明。無事黒岩にパソコンを届ける。パソコンでお互いの素性を知った緑川と黒岩はレストランで近づく。外交官の娘の緑川は毎年6月10日にマンダリンに宿泊していた。黒岩はミヤザワを部屋に呼び出し、メリッツのベルマネージャーにスカウトする。だが条件はマンダリンから優秀なスタッフを引き抜くことで、ミヤザワは悩む。赤川も黒岩とスギタの不穏な空気に気付く。黒岩はメアリーをメリッツにスカウト。メアリーは立花にこっそり打ち明け立花を誘うが、立花は断る。ミヤザワは山中とニシダを誘うが、山中は逆上し口論になる。アンは赤川に事情を説明し、ミヤザワと山中の仲を裂かないでくれと頼む。承知した赤川はアンに恋心を告白し別れる。翌日ミヤザワ一家はチェックアウト。山中とミヤザワは決裂。メアリーも立花を置いてメリッツに移ろうとしていた。赤川はスギタに黒岩の動きを報告。黒岩はスギタと対立し、スギタに解雇された過去があった。スギタは黒岩に大事な人材を引き抜かせないと宣言し、二人は殴り合いになる。スギタは従業員を引き留めるため辞表を用意していた。スギタはホテルを再建してほしいと赤川たちに土下座する。黒岩は従業員に恵まれたと羨ましがる。翌日、久しぶりにエミィがホテルに来る。緑川は自分が普通のOLであることを黒岩に告白。黒岩と緑川はマンダリンを立つ。黒岩とスギタはお互い励ましあい別れる。エミィは東堂がスギタにGMを譲るつもりと報告し、スギタが成長したことに感激する。数日後、赤川たち東京組はマンダリンを去る日を迎える。駆けつけたアンと赤川たちは空に大きな虹を見る。 | |                            |            |          |

### 映像ソフト化
- （日本語）『HOTEL シリーズ in ハワイ DVD-BOX』（DVD）ポニーキャニオン、2007年7月4日、該当時間: 9時間10分。

## スペシャル2000〜2002
ハワイシリーズ放送後にスキャンダルが発覚したことで松方が降板したため、本来の主人公である東堂が登場しない等設定が大幅に変更された。そのため、赤川が正式な主人公となるが立花がメインで展開され、第4シリーズ冒頭で異動した持田が総支配人になっている。ストーリーは新しくオープンした東京ドームプラトンに赤川と立花が出向し、立花がコンシェルジュになるというもの。

### ゲスト
00秋
- 川島なお美

- 有馬稲子
- 加藤哲郎
- 山根大樹

01秋
- 滝島 - 梅沢富美男

スペシャル'02春
- 夢野 - 杉浦直樹

- 奈津子 - 野川由美子

### エピソードリスト
| 話数             | エピソードタイトル         | 初回放送日     | 脚本                | 監督     |
| ---------------- | -------------------------- | -------------- | ------------------- | -------- |
| スペシャル2000秋 | 姉さんビックリ大事件です!? | 2000年9月28日  | 横田与志 高橋孝之介 | 瀬川昌治 |
|                  |                            |                |                     |          |
| スペシャル2001秋 | 姉さん恐怖です!            | 2001年10月12日 | 速水圭子            | 中村金太 |
|                  |                            |                |                     |          |
| スペシャル2002春 | 姉さん困ってます!!         | 2002年3月20日  | 横田与志 高橋孝之介 | 中村金太 |
| 事実上の完結編。 |                            |                |                     |          |

## エピソード

### 制作
- 先述の通り、石ノ森章太郎[注 38]の同名漫画を原作にしているが、実際には基本設定と一部の主要人物を拝借した程度で、全体的にはあまり原作に忠実な作品ではなかった。これは、原作漫画が青年誌に連載された作品だったため、性描写や男女の肉体関係を連想させるような卑猥な表現が盛り込まれたエピソードが少なくなかったためである。そのため、原作のエピソードのドラマ化は第1シリーズのみに留まり、スペシャル版と第2シリーズ以降は原作を使用せずにオリジナルエピソードを制作したほか、物語の内容も、癖の強い宿泊客と赤川一平を始めとする若いホテルマンがお互いに関わり合いを経て成長するという、赤川の視点から見た「青春群像劇」の物語となっている。結果、原作漫画とは全く異なるほぼ別物になっているが、原作サイドがドラマの知名度に肖って高嶋と伊藤によるイントロダクションを交えた単行本を発売していたこともある[8]。
- 事実上の主人公である赤川一平役には、二世タレントとはいえまだ新人俳優であった高嶋政伸を起用したが、その経緯は『MOGITATE!バナナ大使』で高嶋が出演するコントコーナーを見た近藤照男から本作のオーディションに誘われたことに始まるという。このオーディションには、高嶋自身が大好きな喜劇映画「列車」シリーズを手がけた瀬川昌治監督もおり、監督に同シリーズへの熱い思いを語ったところ「この子で行こう」と一発合格。高嶋は「やっぱり映画って見とくもんだなって思いました」と振り返った。高嶋の演技は青臭さは残るもののバイタリティあふれるもので、共演者達とともに「若者の奮闘」を体現している。赤川のナレーションでの決まり文句「姉さん、事件です」や宿泊客に「申し訳ございません」と謝罪するシーンは関根勤にものまねされるなど話題になったが、これらは原作漫画には存在しないものである。
- 本作は世界規模のホテルを舞台としていることから、外国人の客や従業員も多数登場する。第5シリーズ序盤までは本編中で外国人と英語で会話する際には字幕スーパーが付いていたが、第5シリーズは長期の海外ロケで日本語を話す機会が少ないことに加え、英会話が苦手な出演者がいるということが判明したほか、視聴者からも見づらいとの指摘を受けたため、第5話「天才とバカの関係」から外国人のセリフは日本語で吹き替えられるようになった。しかし、そのことは放送開始後に決まったため、その回から数回は、高嶋ら日本人の出演者は英語で撮影されたものを本人が日本語で吹き替えた。

### 撮影
- ロケに使用したホテルはいずれも貸切などはせず、営業中で客が少ない時間帯[注 39]に撮影したために待ち時間が多かった。小野寺丈によると待機中に客に本物のホテルマンと間違われて声を掛けられたり、荷物運びをさせられたことも少なくなかったという[注 40]。全編ハワイロケを行った第5シリーズでも同様の事態が発生し、こちらでは荷物運びなどをしてチップを稼いでいた役者がいたという。
- 撮影の本番中、宿泊していたと思われる一般客がカメラに気付き、動揺しているシーンが実際に放送されたことも多々あった[注 41]。
- ヒルトンでの撮影時は周辺で通勤シーン等も撮影されたが、東京ディズニーランドが隣接するという場所柄注意深く撮影が行われた。セリフとして「ディズニーランドは…」等と言うことは特に問題なかったが、パークの外観が映り込んでしまうと商業撮影に該当しディズニー側への許諾が必要となるため、極力パークが映り込まないように画角を考慮したといわれている。このため、第5シリーズ以降はヒルトン東京ベイではなく他のホテルに舞台を移した。

### その他
- 高嶋と小野寺は、2017年に松方が逝去した際に追悼コメントを出した。高嶋は第1回の放送後、松方が高嶋の実家に電話をかけ「先輩、どう思いました？政伸、良かったですよね?」と父：高島忠夫と連絡を取っていたこと、その後シリーズのヒットに息巻いていた頃「高嶋、お前、天狗になってんじゃないか？お父さんに比べたらお前なんて全然だぞ。もっともっと人生しろ、人生しなきゃ良い役者にはなれないぞ。」と松方に叱責されたことを共演時のエピソードとして語った[10]。小野寺は松方について「絵に描いたような昭和の大スター」だとし、松方を飲みに誘ったところ「俺は行けないけど、これで呑んで来いよ。」 と30万円の入った封書を渡されたことを印象的なエピソードとして挙げ、「後輩俳優だって 惚れ込むのだから、女性にモテますよ。」とシリーズ降板の引き金となった松方のスキャンダルに触れながらも「何処にいてもスターの風格が漂い、お逢いするまでは怖い方だと思っていたけど、誰に対しても分け隔てなく接して下さる、とても気さくな方でした。」とし、故人を偲んだ[11]。
- 和田豊が現役時代に宿泊客の役で出演していたことがあったが、セリフはなかった[12]。
- シリーズ以外に、2時間のスペシャル版も放送された。こちらでは赤川らの研修や出張先として海外ロケやハウステンボスなど他のホテルが登場することが多く、東京プラトンの出番は少なかった。また、2003年に名古屋章が死去した際は、中島が活躍する'93秋スペシャルが名古屋の追悼番組として放送された。
- 長い間ビデオソフト化はされていなかったが、2006年11月1日に第1シーズンのDVDがポニーキャニオンから発売された。その後も続々と発売されたが、1995年以降のスペシャルは現在も未ソフト化で、再放送も行われていない。また、主題歌が権利問題で未収録となっている。詳細は後述。

## ネット局

### TBS系列および同系列のCS放送
- TBSテレビ - 新シリーズおよび再放送[注 42]
- TBSネットワーク各局 - 新シリーズおよび再放送
- BS-TBS - 再放送[注 43]
- CS TBSチャンネル - 再放送[注 44]

### 系列外での放送
TBS系列外では下記の各局で放送したことがある。なお、系列外での放送（CS放送を含む）では主題歌部分は差し替えられず、放送当時のものがそのまま使用される。

#### 系列外
- 新潟テレビ21

2005年夏に第2シリーズを、2006年5月に第3シリーズと第4シリーズを放送。
- TVQ九州放送

2009年5月に第2シリーズをドラマ再放送枠（通称・朝のドラマシリーズ）で放送。
- KBS京都

2023年10月4日から2024年2月15日に第1シーズンから第5シーズンを月曜 - 金曜15時枠（ドラマ再放送枠）で放送。
- サンテレビ

2024年7月18日から第1 - 第4の各シリーズを月曜 - 金曜15時枠（ドラマ再放送枠〈通称・ドラマ15〉）で放送（第2・第3シリーズのスペシャルは休止。第4シリーズは同年9月24日から放送する予定である）。同局の番組案内は「ホテル（シリーズ番号）」を用いており、この表記は公式サイトの番組表・番組案内および新聞のラテ欄にも用いている。また、放送期間中は当番組用の番宣CM（自主製作）を放送している。
上記のほか、鹿児島讀賣テレビでも再放送が行われたことがあった。

#### CS放送
- 日本映画専門チャンネル - 第1シリーズから'94春スペシャルを放送[13]。提供枠（企業クレジットを除いた状態）や連続ドラマ版の次回予告も放送当時のものがそのまま使用された。

## DVD
すべてポニーキャニオンから発売されているが、キングレコードが原盤権を持つ主題歌および一部のBGMが原盤権の存在しない別のインストゥルメンタルに差し替えられている。これに併せて、次回予告がカットされている。

## サウンドトラック
1994年と1995年に劇伴と島田歌穂による主題歌・挿入歌を収録したサウンドトラックがキングレコードより発売された。

## ロケに使用されたホテル
メインで利用されたホテルはヒルトン東京ベイであり、スペシャル'96冬まで使用された。スペシャル'92秋の交換研修先及び第5シリーズハワイ編ではカハラ・ヒルトン（ロケ当時。現在のザ・カハラホテル&リゾート）、その後に放送された2000年代のスペシャル版では、「東京ドームプラトン」として東京ドームホテルがそれぞれ使われた。それ以外のホテルは、研修先などの舞台として使用された。柳沢は関口宏の東京フレンドパーク2に出演時の景品がカハラホテルの宿泊券だったため、このホテルを高評価している。また、社員食堂は東洋大学朝霞キャンパスにある図書館地下学生食堂を使用した。
- ヒルトン東京
- ヒルトン名古屋 - 第2シリーズ第12話のみ。
- 香港ヒルトンホテル
- ホテルヨーロッパ
- センチュリーハイアット （パークハイアット）
- ホテルデン・ハーグ
- マウイプリンスホテル 、ハプナ・ビーチ・プリンスホテル （ハワイ島）
- ホテル・ド・クリエン （フランス）
- シャングリ・ラ・ホテル・シドニー

## その他
- YouTube公式チャンネル『やっちゃえ伊藤かずえ』で小野寺丈と撮影当時の思い出や裏話を語っている（2024年3月公開）[VTR 1][VTR 2]。なお、この動画は当作のロケ地となったヒルトン東京ベイで収録し、制服もホテル側が用意してくれたものである[VTR 1][VTR 2]。